# Zamieszki po wyborach w Iranie w 2009 roku

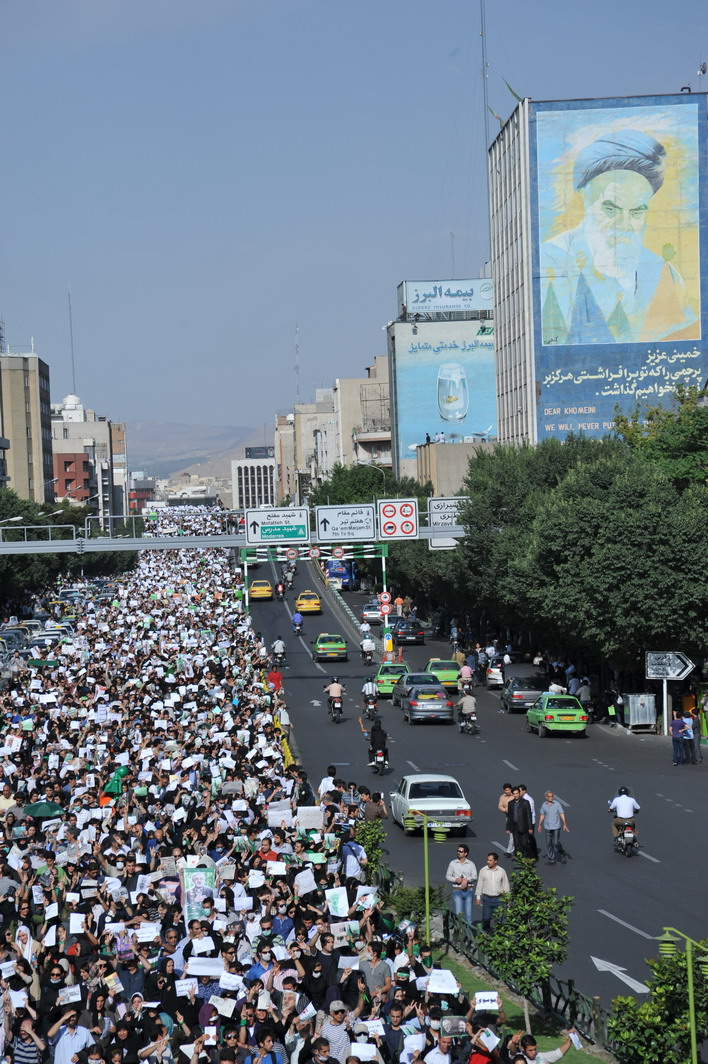
Protesty w Iranie

Zamieszki po wyborach w Iranie w 2009 roku – protesty i zamieszki uliczne w Iranie po wyborach prezydenckich z 12 czerwca 2009. Organizatorami protestów byli zwolennicy opozycji, popierający głównie Mir-Hosejna Musawiego i Mehdi Karroubi, który według oficjalnych wyników przegrał wybory z urzędującym prezydentem Mahmudem Ahmadineżadem. Zwolennicy opozycji zarzucili władzy sfałszowanie wyników głosowania i w proteście wyszli na ulice miast.
Mir-Hosejn Musawi również odrzucił wyniki wyborów, domagając się ich powtórzenia i skierował w tym celu wniosek do Rady Strażników. Rada Strażników zgodziła się przeprowadzić częściowe powtórne liczenie głosów, wykluczyła jednak możliwość powtórzenia głosowania. Władze Iranu, w odpowiedzi na protesty i zamieszki, ograniczyły wolność mediów i swobodę wypowiedzi, zakazały publicznych zgromadzeń oraz zagroziły użyciem siły wobec demonstrantów.
Zaniepokojenie powyborczą sytuacją w Iranie wyraziły ONZ, USA oraz państwa Unii Europejskiej. Potępiły stosowanie przemocy wobec zwolenników opozycji i zaapelowały o wyjaśnienie nieprawidłowości wyborczych. Iran oskarżył je o ingerencję w wewnętrzne sprawy kraju. Aresztowano dziewięciu pracowników brytyjskiej ambasady i obywatelkę Francji. 29 czerwca 2009 Rada Strażników, po przeliczeniu 10% głosów, ostatecznie potwierdziła zwycięstwo Mahmuda Ahmadineżada w wyborach prezydenckich. Opozycja nie uznała wyników. Jej zwolennicy sporadycznie kontynuowali protesty w lipcu 2009, m.in. przy grobie Nedy Soltani.
W lipcu 2009 uwidoczniły się pierwsze różnice zdań w ocenie czerwcowych wyborów i powyborczych zamieszek między wpływowymi irańskimi przywódcami politycznymi i religijnymi. Niektórzy z nich odważyli się na krytykę stanowiska najwyższego przywódcy Alego Chameneiego. Pod koniec miesiąca zwolniono część osób zatrzymanych po demonstracjach. 1 sierpnia 2009 rozpoczęły się pierwsze procesy zwolenników opozycji oskarżonych o „działalność przeciw bezpieczeństwu narodowemu”. Opozycja oskarżyła władze o stosowanie tortur i gwałty na zatrzymanych w czasie ich pobytu w więzieniach. W wyniku procesów dziesiątki osób zostało skazanych na kary pozbawienia wolności, a w styczniu 2010 wykonane zostały pierwsze wyroki śmierci na oskarżonych.
5 sierpnia 2009 prezydent Ahmadineżad został oficjalnie zaprzysiężony na drugą kadencję. W sierpniu, we wrześniu, w listopadzie i w kolejnych miesiącach dochodziło do sporadycznych protestów antyrządowych, organizowanych głównie przy okazji innych wydarzeń społeczno-politycznych. Do intensyfikacji protestów doszło w grudniu 2009, kiedy opozycja wyszła na ulice przy okazji Dnia Studenta, po śmierci ajatollaha Montazeriego oraz w dniu święta Aszury.
Dokładna liczba ofiar zamieszek nie jest znana. Początkowo w państwowych mediach pojawiały się informacje, że w wyniku protestów i starć ze służbami bezpieczeństwa zginęło 26 osób (7 osób – 15 czerwca i 19 osób – 20 czerwca), ale według nieoficjalnych i niepotwierdzonych źródeł liczba ta wynosiła co najmniej 150 osób. Później irańskie władze informowały już tylko o 20 ofiarach śmiertelnych. Pod koniec lipca władze zwiększyły oficjalny bilans ofiar do 30 osób. Dodatkowo, w czasie protestu w dniu 27 grudnia 2009 zginęło, według oficjalnych źródeł, 8 osób.

## Przyczyny zamieszek
| Przebieg wydarzeń | Przebieg wydarzeń |
| ----------------- | --- |
| 12 czerwca 2009   | Wybory prezydenckie w Iranie. |
| 13 czerwca 2009   | Pierwsze protesty zwolenników opozycji przeciwko sfałszowaniu wyników wyborów. |
| 14 czerwca 2009   | Wniosek Mir-Hosejna Musawiego do Rady Strażników o unieważnienie wyborów i powtórzenie głosowania. Dalsze protesty opozycji.                                                                          |
| 15 czerwca 2009   | Wielka demonstracja w Teheranie, w wyniku starć ze służbami bezpieczeństwa śmierć poniosło 7 osób. |
| 16 czerwca 2009   | Wprowadzenie restrykcji wobec zagranicznych mediów. Nocne naloty na domy studenckie w kilku miastach Iranu.                                                                                           |
| 18 czerwca 2009   | Marsz żałobny w Teheranie w intencji ofiar protestów. |
| 19 czerwca 2009   | Przemówienie ajatollaha Chameneiniego na Uniwersytecie w Teheranie w obronie uczciwości wyborów i potępiające protesty.                                                                               |
| 20 czerwca 2009   | Kontynuacja protestów. Śmierć co najmniej 10 osób w wyniku starć z basidżami, w tym zabójstwo Nedy Soltani. Ogłoszenie przez Radę Strażników „gotowości” do przeliczenia 10% losowo wybranych głosów. |
| 27 czerwca 2009   | Zatrzymanie przez irańskie władze 9 pracowników brytyjskiej ambasady – apogeum napięcia dyplomatycznego Iranu z państwami zachodnimi.                                                                 |
| 28 czerwca 2009   | Protest pod meczetem Ghoba w Teheranie – ostatni masowy protest w czerwcu. |
| 29 czerwca 2009   | Ostateczne zatwierdzenie wyników wyborów przez Radę Strażników. Potwierdzenie zwycięstwa Mahmuda Ahmadineżada.                                                                                        |
| 5 lipca 2009      | Pierwsze głosy sprzeciwu czołowych irańskich przywódców politycznych i religijnych przeciw działaniom rządu i najwyższego przywódcy.                                                                  |
| 9 lipca 2009      | Demonstracje upamiętniające wystąpienia studentów z lipca 1999 – pierwsze masowe protesty opozycji w lipcu.                                                                                           |
| 17 lipca 2009     | Manifestacja opozycji po modlitwach byłego prezydenta Rafsandżaniego na Uniwersytecie Teherańskim. |
| 28 lipca 2009     | Zwolnienia przetrzymywanych w więzieniach zwolenników opozycji. |
| 30 lipca 2009     | Rozpędzenie przez służby bezpieczeństwa zgromadzonych przy grobie Nedy Soltani w 40 dni po jej śmierci.                                                                                               |
| 1 sierpnia 2009   | Początek procesów zwolenników opozycji oskarżonych o „działanie przeciw bezpieczeństwu narodowemu”.                                                                                                   |
| 5 sierpnia 2009   | Oficjalne zaprzysiężenie prezydenta Ahmadineżada na drugą kadencję. Protest opozycji przed parlamentem.                                                                                               |
| 18 września 2009  | Antyrządowy protest w Dniu Jerozolimy. |
| 4 listopada 2009  | Protest opozycji w 30. rocznicę zdobycia amerykańskiej ambasady. |
| 7 grudnia 2009    | Protesty zwolenników opozycji w Dniu Studenta. |
| 21 grudnia 2009   | Kilkudniowe protesty po śmierci ajatollaha Montazeriego. |
| 27 grudnia 2009   | Protest opozycji w dniu święta Aszury, 8 ofiar śmiertelnych. |
| 28 stycznia 2010  | Wykonanie dwóch pierwszych wyroków śmierci na opozycjonistach oskarżonych w procesach. |

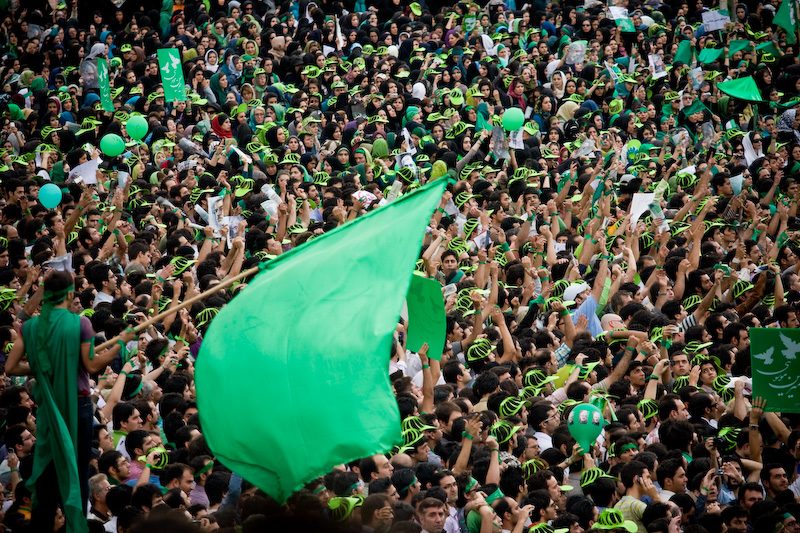
Kampania przed wyborami prezydenckimi, czerwiec 2009

12 czerwca 2009 w Iranie odbyły się wybory prezydenckie. Głównymi kandydatami w walce o ten urząd byli urzędujący prezydent, konserwatysta Mahmud Ahmadineżad oraz kandydat opozycji o umiarkowanych poglądach, Mir-Hosejn Musawi. Tuż po zakończeniu głosowania obaj kandydaci ogłosili się zwycięzcami. Obóz Musawiego, opierając się na swoich badaniach sondażowych, przewidywał jego zwycięstwo na poziomie 60% głosów. 13 czerwca 2009 zostały ogłoszone oficjalne wyniki wyborów, wedle których przy frekwencji sięgającej 85% Ahmadineżad zdobył 62,6% głosów, a Musawi 33,7% głosów poparcia. Opozycja nie uznała wyników głosowania, a sam Musawi nazwał je „farsą”. Stwierdził, że przebieg wyborów „narusza filary republiki islamskiej i ustanawia tyranię”.
Ajatollah i najwyższy przywódca Iranu, Ali Chamenei przyjął wyniki głosowania, uznał wybory za „prawdziwe święto”, pochwalił wysoką frekwencję oraz zaapelował o zachowanie spokoju w kraju. W telewizyjnym wystąpieniu prezydent Ahmadineżad podziękował wyborcom za swoje „wielkie zwycięstwo” i uznał wybory za „całkowicie wolne”. Oficjalne wyniki wyborów spowodowały wzrost napięcia w kraju i spotęgowały protesty społeczne, które doprowadziły do zamieszek

## Protesty społeczne i reakcja władz

### 13–14 czerwca
Do pierwszych protestów doszło na ulicach Teheranu już we wczesnych godzinach porannych w sobotę 13 czerwca 2009, jeszcze przed ogłoszeniem oficjalnych wyników wyborów. Zwolennicy Musawiego zaczęli gromadzić się pod budynkiem Ministerstwa Spraw Wewnętrznych oraz pod siedzibą jego sztabu wyborczego. Początkowo protesty miały pokojowy charakter. Dopiero po ogłoszeniu oficjalnych wyników głosowania przybrały bardziej gwałtowną formę. Protestujący podpalili stos opon przed siedzibą MSW. Policja wtargnęła do siedziby sztabu wyborczego opozycji i zniszczyła sprzęt komputerowy. Na ulicach stolicy tysiące zwolenników Musawiego starło się w zamieszkach z policją, która do pacyfikacji użyła gazu łzawiącego i pałek. Do zamieszek doszło także w innych miejscach Teheranu. Demonstranci wykrzykiwali hasła: „Koniec z dyktatorem”, „Oddajcie nasze głosy”. Dwa tysiące osób zablokowało centrum stolicy, tworząc łańcuch ludzi i siedząc na głównej ulicy miasta. W wyniku zamieszek, według telewizji Al-Arabija, zginęły trzy osoby, a kilka zostało rannych. W ocenie komentatorów, już w tamtej chwili, były to największe zamieszki w Iranie od 10 lat.
Władze zablokowały strony internetowe kandydatów opozycji. Zablokowano możliwość wysyłania SMS-ów oraz ograniczono możliwość wykonywania lokalnych połączeń telefonicznych. Uniemożliwiono również odbiór zagranicznej telewizji. Po demonstracjach z 13 czerwca aresztowanych zostało ponad 100 osób z obozu opozycyjnego, którym władze zarzuciły organizowanie zamieszek. Wszyscy aresztowani należeli do Moszarekat lub Organizacji Mudżahedinów Rewolucji Islamskiej, organizacji reformistycznych popierających w wyborach Musawiego.
Prezydent Mahmud Ahmadineżad oskarżył zagraniczne media o rozpowszechnianie nieprawdziwych informacji, które obrażają naród irański. Wezwał je także do respektowania prawomocnych wyników wyborów. Raz jeszcze oświadczył, że wybory były „całkowicie uczciwe”, a zarzuty opozycji uznał za „frustrację” przegranych. Pochwalił swoich rodaków za to, że zamiast w przeszłość „spojrzeli w kierunku przyszłości”.

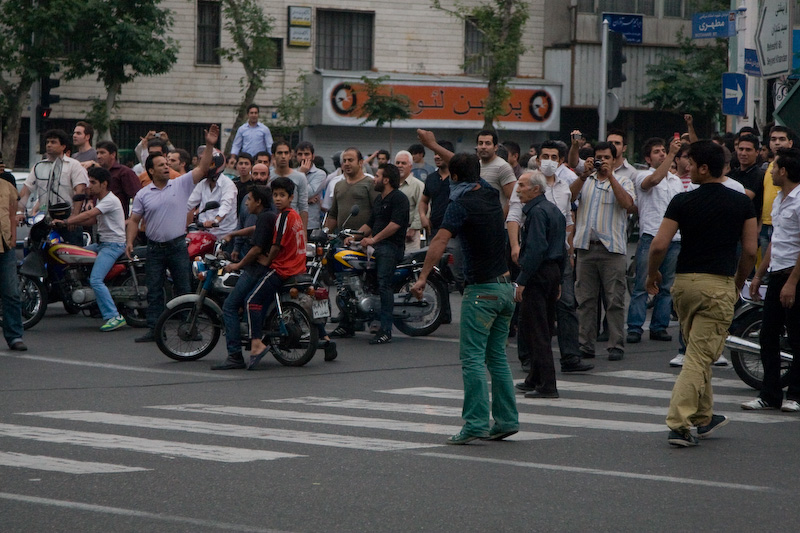
Demonstracje w Iranie miały początkowo pokojową formę

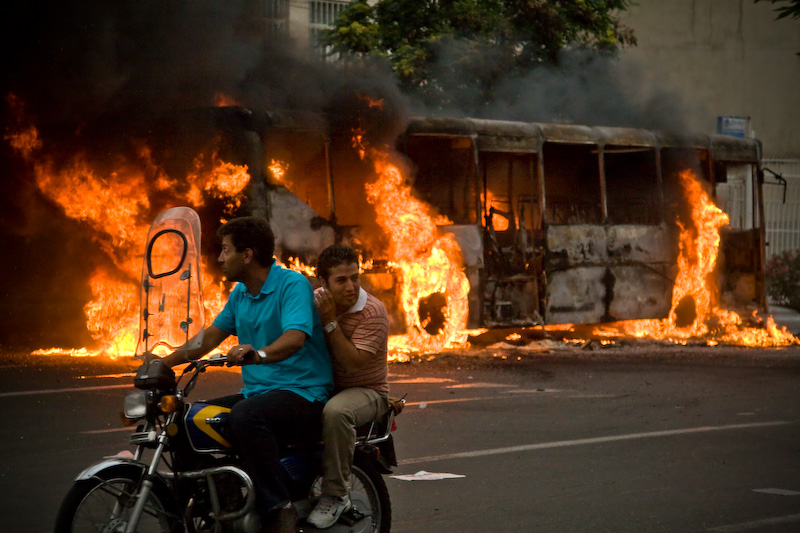
Płonący autobus na ulicach Teheranu, 13 czerwca 2009

14 czerwca 2009 Mir-Hosejn Musawi zaapelował do władz o unieważnienie wyborów i powtórzenie głosowania. W tym celu przedłożył stosowny wniosek Radzie Strażników Konstytucji, w którym zarzucił władzy fałszerstwa wyborcze. Wezwał również demonstrantów do kontynuowania akcji obywatelskiego sprzeciwu i zaapelował do służb bezpieczeństwa o niestosowanie przemocy. Tego samego dnia inny przegrany w wyborach, Mohsen Rezaji, zakwestionował wyniki wyborów i również złożył wniosek o ich unieważnienie. Musawi 14 czerwca spotkał się z ajatollahem Alim Chameneim, aby porozmawiać z nim na temat złożonego wniosku w sprawie unieważnienia wyników głosowania. Po spotkaniu biuro Chameneiego stwierdziło, iż wszelkie skargi powinny zostać poddane procedurze prawnej.
W niedzielę 14 czerwca 2009 w Teheranie zorganizowano wielki wiec poparcia dla prezydenta Ahmadineżada. W centrum stolicy zgromadziły się dziesiątki tysięcy jego zwolenników, wywodzących się głównie z uboższych warstw społeczeństwa. Jednocześnie przez cały dzień trwały dalsze starcia zwolenników opozycji z policją. Policja w celu nierozprzestrzeniania się zamieszek zablokowała kilka dzielnic i ulic w mieście. Do protestów doszło również w innych miastach Iranu: w Szirazie, Isfahanie, Meszhedie, Zahedanie, Babolu, Kazwinie, Sari, Karadżu, Tebrizie, Szahsawarze, Orumije, Bandar-e Abbas, Araku, Birdżandzie, i w Dezfulu.
14 czerwca władze Iranu wydaliły z kraju dwóch zagranicznych dziennikarzy, a dwóch kolejnych zatrzymały z powodu relacjonowania aktualnych wydarzeń. Zawieszono wydawanie należącej do Musawiego gazety Kalameh Sabz, a prezydent Ahmadineżad określił zamieszki jako „pasję przegranym po meczu piłkarskim”.
Z powodu usilnych prób ograniczania przepływu informacji, zwolennicy opozycji na większą niż dotąd skalę wykorzystali internet jako narzędzie służące komunikacji. Szczególną popularnością cieszyły się portale społecznościowe i komunikatory internetowe. Ogromna ilość wpisów na temat aktualnych wydarzeń pojawiła się na stronach serwisu Twitter czy Facebook. Filmy z demonstracji można było natomiast śledzić na bieżąco w serwisie YouTube.

### 15–16 czerwca

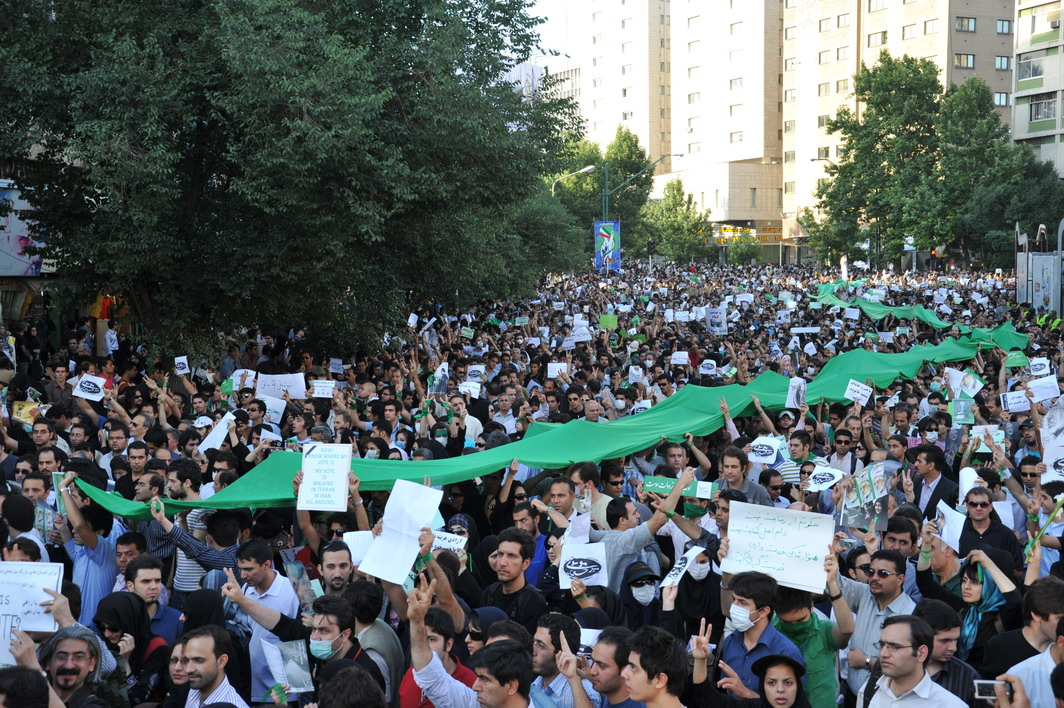
Protestujący maszerujący ulicami stolicy, 16 czerwca 2009

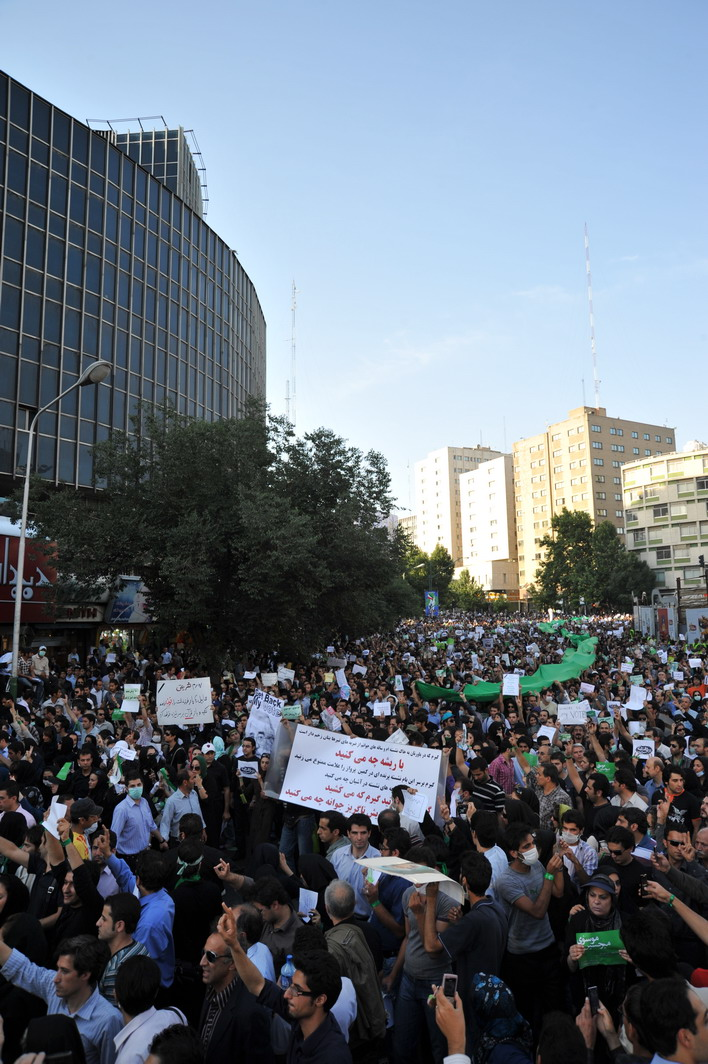
Demonstracja w Teheranie 16 czerwca 2009

W poniedziałek 15 czerwca 2009 prezydent Mahmud Ahmadineżad odwołał swoją wizytę w Moskwie. Irańskie MSW zakazało organizowania w całym kraju demonstracji i publicznych zgromadzeń. Pomimo tego, w Teheranie doszło do największej od czasu wyborów demonstracji zwolenników opozycji. Policja jeszcze w nocy zaatakowała jeden z akademików. Demonstranci w liczbie setek tysięcy gromadzili się na placu Enghelab. Wykrzykiwali hasła: „Oddajcie nam nasze głosy!”, „Zginiemy, ale odzyskamy nasze głosy!”. W wielu miejscach stolicy doszło do starć z policją. W demonstracji uczestniczył Mir-Hosejn Musawi, który oznajmił, że jest gotowy wziąć udział w nowych wyborach. Stwierdził, że „głos narodu jest ważniejszy od niego samego czy jakiejkolwiek innej osoby”. W czasie zamieszek słychać było wiele strzałów w trzech północnych dzielnicach Teheranu. W wyniku starć ze służbami bezpieczeństwa i islamską milicją religijną Basidż zginęło, wedle doniesień irańskiego radia i telewizji, 7 osób, a według służb szpitalnych 8 osób. Według oficjalnej wersji wydarzeń służby bezpieczeństwa musiały reagować, gdyż „grupa zbirów chciała zaatakować posterunek policji i zniszczyć mienie publiczne na placu Azadi”. W protestach, wedle różnych szacunków, uczestniczyło od 100 tysięcy do 2 mln osób. Były to największe zamieszki społeczne od czasu rewolucji islamskiej w 1979. Tego dnia do protestów doszło również w innych miastach Iranu, w Ishafanie, Meszhedzie, Szirazie i Ahwazie.
We wtorek 16 czerwca 2009 prezydent Mahmud Ahmadineżad udał się z wizytą do Jekaterynburga w Rosji na szczyt Szanghajskiej Organizacji Współpracy, w której Iran posiada status obserwatora. Rada Strażników ogłosiła, że gotowa jest przeliczyć powtórnie głosy, w tych obszarach, w których przegrani kandydaci kwestionują wyniki wyborów, a ona dopatrzy się poważnych uchybień proceduralnych. Sprzeciwiła się jednak anulowaniu całego głosowania. Stanowisko to poparł w pełni ajatollah Chamenei. Przewodniczący irańskiego parlamentu, Ali Laridżani, wezwał rządy krajów zachodnich do niewtrącania się w wewnętrzne sprawy Iranu. Decyzję władz skrytykował Musawi, który raz jeszcze zażądał przeprowadzenia powtórnych wyborów.
Władze wprowadziły nowe restrykcje wobec zagranicznych mediów. Na dziennikarzy nałożono obowiązek uzyskania przed opuszczeniem redakcji specjalnych zezwoleń na relacjonowanie wydarzeń. Zakazano nim uczestnictwa i dokumentowania wszelkich „nielegalnych” demonstracji. Sekretarz generalny organizacji Reporterzy bez Granic stwierdził, że „dziennikarze zagraniczni zostali zamknięci w swoich redakcjach albo pokojach hotelowych”, zaś do organizacji przestały docierać informacje na temat dziennikarzy i blogerów irańskich. Po nałożeniu tych ograniczeń w internecie zwiększyła się liczba amatorskich nagrań z telefonów komórkowych, wykonywanych przez samych Irańczyków i przedstawiających skalę protestów i przemocy w ich kraju.
16 czerwca do mediów przedostały się informacje o proteście na Uniwersytecie Teherańskim, do którego przyłączyło się ok. 120 wykładowców. W mieście odbyły się kolejne protesty. Najpierw na placu Wali Asr, w centrum stolicy, zgromadzili się, w dużej części zwiezieni autobusami z prowincji, zwolennicy prezydenta Mahmuda Ahmadineżada. Następnie w tym samym miejscu manifestację zorganizowali zwolennicy opozycji. Pomimo próśb Musawiego, który z obawy o bezpieczeństwo swoich zwolenników poprosił ich o pozostanie w domach, w manifestacji wzięły udział tysiące osób. Ich liczba była trudna do oszacowania z powodu ograniczeń nałożonych na niezależne media. Do protestów doszło również w miastach Ishafan, Meszhed i Sziraz. Władze aresztowały byłego wiceprezydenta i zwolennika obozu reformatorów, Mohammada Alego Abtahiego.

### 17–18 czerwca

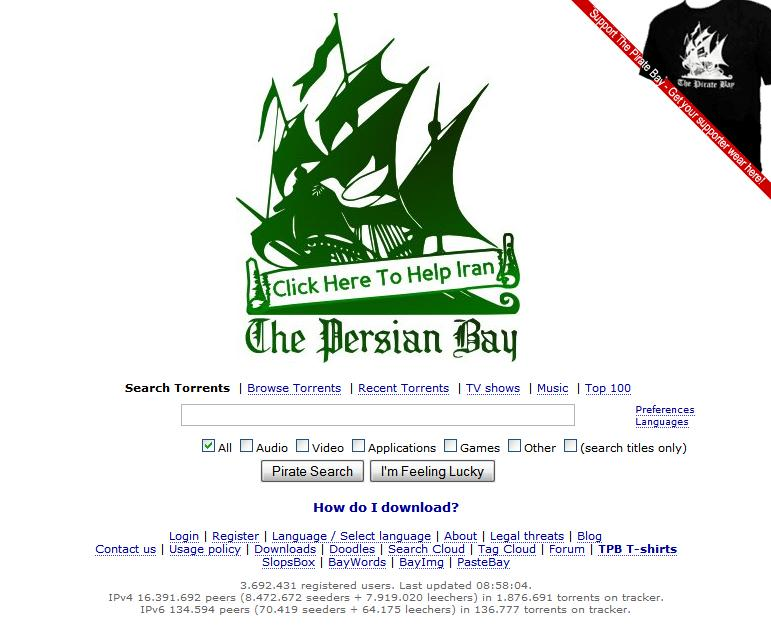
Strona główna serwisu The Pirate Bay w zmienionej oprawie graficznej

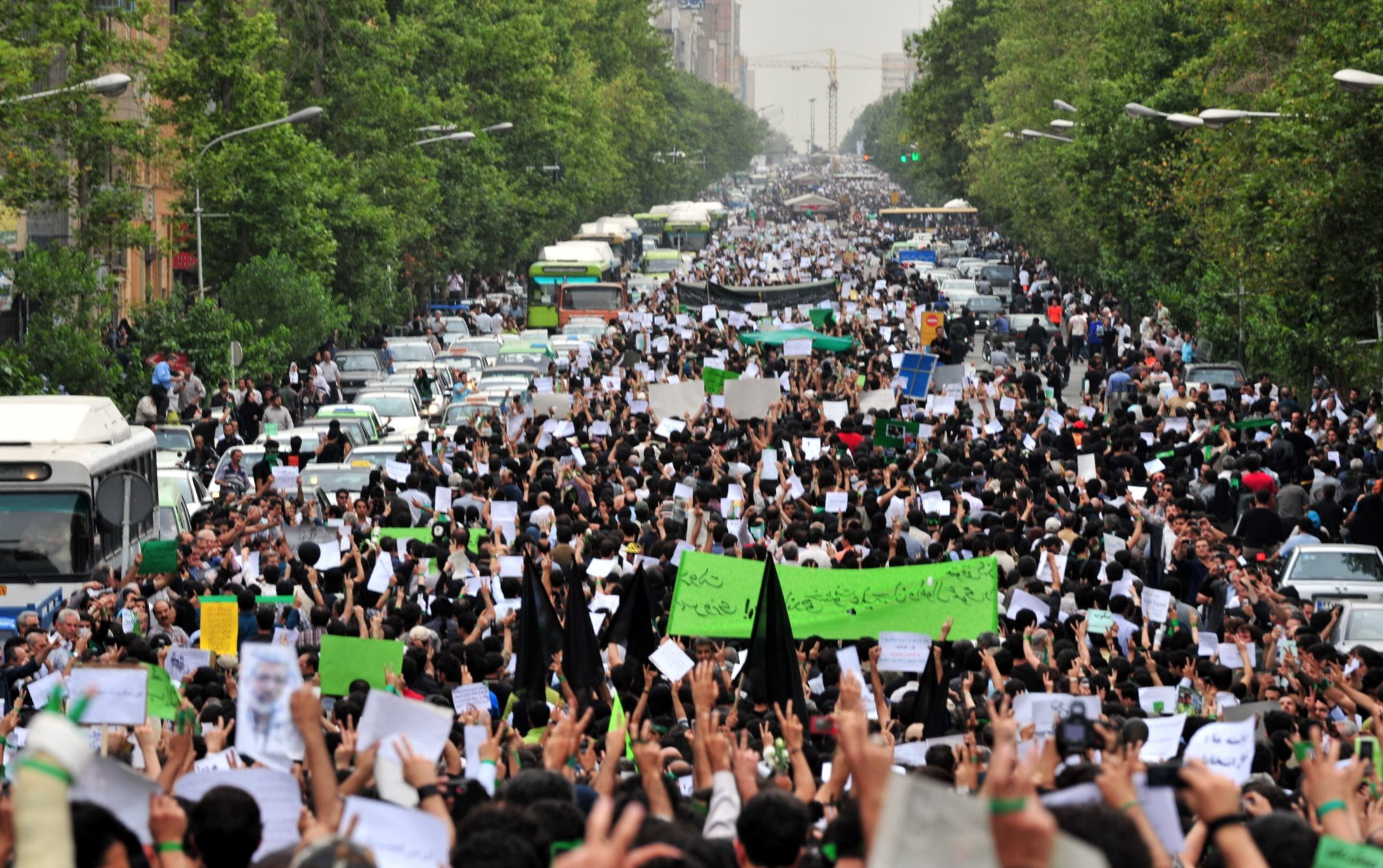
Marsz żałobny ku czci ofiar zamieszek, 18 czerwca 2009

W nocy z 16 na 17 czerwca islamska policja Basidż dokonała nalotu na domy studenckie w kilku miastach Iranu, plądrując ich pomieszczenia oraz bijąc studentów. Doszło do aresztowań, a dziekan Uniwersytetu w Szirazie zrezygnował z funkcji. Władze aresztowały kolejnych opozycjonistów, w tym działacza Mohammada Rezę Dżalajpura oraz wydawcę dziennika ekonomicznego Sajeda Lajlaza.
W Seulu sześciu piłkarzy z reprezentacji narodowej Iranu podczas meczu eliminacyjnego do Mistrzostw Świata w 2010 z reprezentacją Korei Południowej, na znak solidarności z protestującymi, założyło na nadgarstki opaski w kolorze zielonym, używanym w kampanii wyborczej przez zwolenników Musawiego. W trakcie przerwy nakazano im jednak ich zdjęcie. W Parlamencie Europejskim w Strasburgu autorka filmu i komiksu Persepolis, Marjane Satrapi oraz reżyser Mohsen Machmalbaf przedstawili list odwołanego ministra spraw wewnętrznych do Mir Hosejna Mosawiego, w którym informował go, że otrzymał rzeczywiste poparcie od 20 mln wyborców, podczas gdy Ahmadineżad zdobył tylko 12% głosów.
Z opozycją irańską solidaryzowali się użytkownicy internetu i największe portale internetowe. Serwis bezpośredniej wymiany plików The Pirate Bay zmienił swoją nazwę na „The Persian Bay”, a portale informacyjne zmieniły swoją szatę graficzną na kolor zielony. Administratorzy mikroblogu Twitter przesunęli przerwę techniczną serwisu z godzin popołudniowych 17 czerwca na godzinę 1:00 w nocy czasu irańskiego, by dać mieszkańcom państwa możliwość niezakłóconego korzystania z serwisu. Wcześniej z prośbą o zmianę czasu przerwy do administratorów miał zwrócić się Departament Stanu Stanów Zjednoczonych. Administratorzy Twittera oświadczyli jednak, że zmiana czasu przerwy była ich samodzielną decyzją, podjętą na podstawie ich własnych wniosków. Serwisy Twitter, YouTube, Flickr oraz Facebook odgrywały ogromną rolę w komunikacji wewnątrz kraju oraz ze światem zewnętrznym, szczególnie po nałożeniu ograniczeń na zagranicznych dziennikarzy czy zablokowaniu wysyłania SMS-ów i e-maili. Władze starały się ograniczyć w jak największym stopniu dostęp do internetu. W celu ominięcia cenzury użytkownicy internetu wyszukiwali i wykorzystywali różne serwery proxy.
W środę 17 czerwca 2009 w Teheranie w godzinach popołudniowych opozycja zorganizowała kolejny wielki protest. Mieszkańcy zebrali się w centrum miasta i przemaszerowali jego ulicami. Według szacunków uczestniczyło w nim od 70 do 500 tysięcy osób. Musawi wezwał swoich zwolenników do udziału w czwartkowej, pokojowej demonstracji lub do zgromadzenia się w meczetach w celu uczczenia pamięci ofiar zamieszek. Zaapelował o przyodzianie czarnych strojów na znak żałoby.
W czwartek 18 czerwca 2009 Rada Strażników ogłosiła rozpoczęcie „dokładnego badania” 646 skarg, jakie wpłynęły od wszystkich trzech przegranych kandydatów. Zaprosiła ich również na swoje posiedzenie w dniu 20 czerwca 2009. Zgromadzenie Ekspertów, najważniejszy organ religijny w kraju, który nadzoruje działania samego najwyższego przywódcy, wyraziło zadowolenie z wysokiej (85%) frekwencji wyborczej. Nie wspomniało natomiast ani słowem o kwestionowanych wynikach wyborów.
Władze aresztowały byłego ministra spraw zagranicznych i lidera opozycyjnej partii Ruch Wolności Iranu, Ebrahima Jazdiego. Mir Hosejn Musawi oraz były prezydent Iranu Mohammad Chatami wystosowali wspólny list do szefa wymiaru sprawiedliwości, apelując w nim o zakończenie „aktów przemocy wobec ludności i uwolnienie aresztowanych”. Grupa duchownych z obozu opozycji złożyła do irańskich władz wniosek o wydanie zgody na zorganizowanie marszu w stolicy w dniu 20 czerwca.
18 czerwca w Teheranie setki tysięcy osób wzięło udział w marszu ulicami miasta. Ludzie, ubrani na czarno i ze świecami w dłoniach, w żałobnym marszu oddali cześć 8 ofiarom zamieszek. Nieśli ze sobą transparenty z napisami: „Gdzie są nasi bracia?”, „Dlaczego zabiliście naszych braci?” oraz „Śmierć dyktatorowi!”.
Mahmud Ahmadineżad w przemówieniu telewizyjnym stwierdził, że „ci którzy wszczynają bunt, ci którzy podpalają budynki i atakują ludzi są wrogami narodu irańskiego”. Podkreślił, że „zwycięstwo wyborcze należy do 70 mln Irańczyków i do 40 mln, którzy wzięli udział w głosowaniu. Każdy jest zwycięzcą”. Irańska laureatka Nagrody Nobla Szirin Ebadi wezwała natomiast do anulowania wyników wyborów. W nocy z 18 na 19 czerwca Mohsen Rezaji, przegrany kandydat w wyborach prezydenckich, zarzucił władzy fałszowanie wyników wyborów, oświadczając, że w niektórych okręgach wyborczych odnotowano frekwencję na poziomie od 95% do 140%.

### 19–20 czerwca
W piątek 19 czerwca 2009, w tradycyjnym muzułmańskim dniu modlitw, opozycja nie zorganizowała demonstracji. Głos zabrał ajatollah Ali Chamenei, który na Uniwersytecie w Teheranie wygłosił przemówienie do narodu. Wyraził poparcie dla prezydenta Mahmuda Ahmadineżada, którego poglądy na tematy polityki zagranicznej i spraw społecznych określił jako bliskie jego własnym. Prezydent Ahmadineżad był obecny w kampusie uniwersytetu, razem z tysiącami swoich zwolenników. Chamenei odrzucił zarzuty o fałszerstwa wyborcze: „Gdy głosuje 40 milionów ludzi, może dojść do błędu przy 100 tysiącach głosów, 200 tysiącach, albo nawet milionie, ale jak można by pomylić 12 milionów głosów?”. Dodał, że wynik wyborów musi rozstrzygać się przy urnie wyborczej, a nie na ulicach: „Jeśli po każdych wyborach przegrani wyjdą na ulicę, to po co organizować wybory?! To przy urnach rozgrywają się losy, nie na ulicach. Na ulicy ludzie chcą pracować, prowadzić biznes”. Wezwał liderów opozycji do zakończenia organizowania nielegalnych demonstracji oraz ostrzegł ich, iż w przeciwnym wypadku będą odpowiedzialni za śmierć ludzi: „Polityczni liderzy powinni wystrzegać się powyborczego ekstremizmu. W przeciwnym wypadku będą odpowiedzialni za rozlew krwi”. Ajatollah odniósł się również do stanowiska społeczności międzynarodowej wobec protestów. Stwierdził, że wybory były „politycznym trzęsieniem ziemi dla wrogów Iranu”. Odpowiedzialnością za podsycanie niepokojów w kraju obarczył siły zagraniczne: „Nasi wrogowie w różnych częściach świata zamierzają przedstawić to absolutne zwycięstwo, to definitywne zwycięstwo, jako zwycięstwo wątpliwe”. „Wszyscy trzej kandydaci są wierni islamskiej rewolucji. Różnice są podsycane przez syjonistyczne media”. „Wróg pokazuje swoje prawdziwe oblicze. Apeluję: otwórzcie oczy i zobaczcie działanie wroga! Zagraniczni dyplomaci w ostatnich dniach zdjęli maski i można zobaczyć ich prawdziwe twarze. Najgorszy jest rząd Wielkiej Brytanii”.
Kilka godzin po przemówieniu Mahdi Karrubi wezwał władze Iranu do unieważnienia wyników wyborów
20 czerwca Mir Hosejn Musawi oraz Mahdi Karrubi, pomimo zaproszenia, nie przybyli na posiedzenie Rady Strażników. Rada ogłosiła, że „jest gotowa” przeliczyć 10% losowo wybranych głosów. Musawi odrzucił taką ewentualność, podtrzymując żądanie powtórzenia całego głosowania.
Szef policji ostrzegł opozycję, planującą popołudniowy protest, że służby bezpieczeństwa „będą walczyć z każdą formą nielegalnych zgromadzeń i protestów”. Dodał, że ich organizatorzy będą aresztowani. Władze wezwały Musawiego, by unikał podburzania do nielegalnych manifestacji i nie popierał takich zgromadzeń. W przeciwnym razie „będzie odpowiedzialny za ich konsekwencje”. Pomimo gróźb i ostrzeżeń opozycja nie odwołała protestów.
By nie dopuścić do manifestacji, tysiące funkcjonariuszy policji w mundurach i w cywilnym ubraniu zablokowało dostęp do placów Enghelab i Azadi, na których miały się one rozpocząć. Na ulicach stolicy doszło do ostrych walk zwolenników opozycji z policją oraz milicją Basidż. Według świadków nie obyło się bez ofiar śmiertelnych. Policjanci i basidże otwierali ogień do protestujących. W pobliżu mauzoleum ajatollaha Chomeiniego zamachowiec samobójca zdetonował ładunek wybuchowy. Sam zginął w wyniku eksplozji, a dodatkowo ranił dwie osoby. Pomimo policyjnej blokady około 3 tysiące osób dostało się na plac Enghelab, krzycząc „Śmierć dyktatorowi!”, „Śmierć dyktaturze!”. Na ulicach doszło również do walk zwolenników opozycji ze zwolennikami Ahmadineżada. Ci pierwsi podpalili budynek w południowej części miasta, służący jako sztab wyborczy prezydenta Ahmadineżada.
Według zachodnich mediów, powołujących się na źródła w szpitalach, w starciach z policją mogło zginąć nawet 19 osób. Telewizja CNN poinformowała, że w sumie w tygodniowych protestach w całym Iranie mogło zginąć aż 150 osób. Jedną z ofiar była młoda dziewczyna, Neda Agha-Soltan. Śmierć dziewczyny, która miała wysiąść z samochodu, przyglądać się demonstracji i zostać trafioną przez snajpera milicji Basidż prosto w serce, została utrwalona w amatorskim nagraniu i wywołała ogromne poruszenie w internecie. Dziewczyna miała 27 lat. Dwa dni później władze wydały rodzinie jej ciało i nakazały zorganizowanie cichego i skromnego pogrzebu. Według oficjalnej wersji irańskich władz przedstawionej w państwowej telewizji, w wyniku starć policji z „grupami terrorystów” zginęło 10 osób, a ponad 100 zostało rannych. „Buntownicy” podpalili również dwie stacje benzynowe oraz zaatakowali posterunek policji.

### 21–22 czerwca

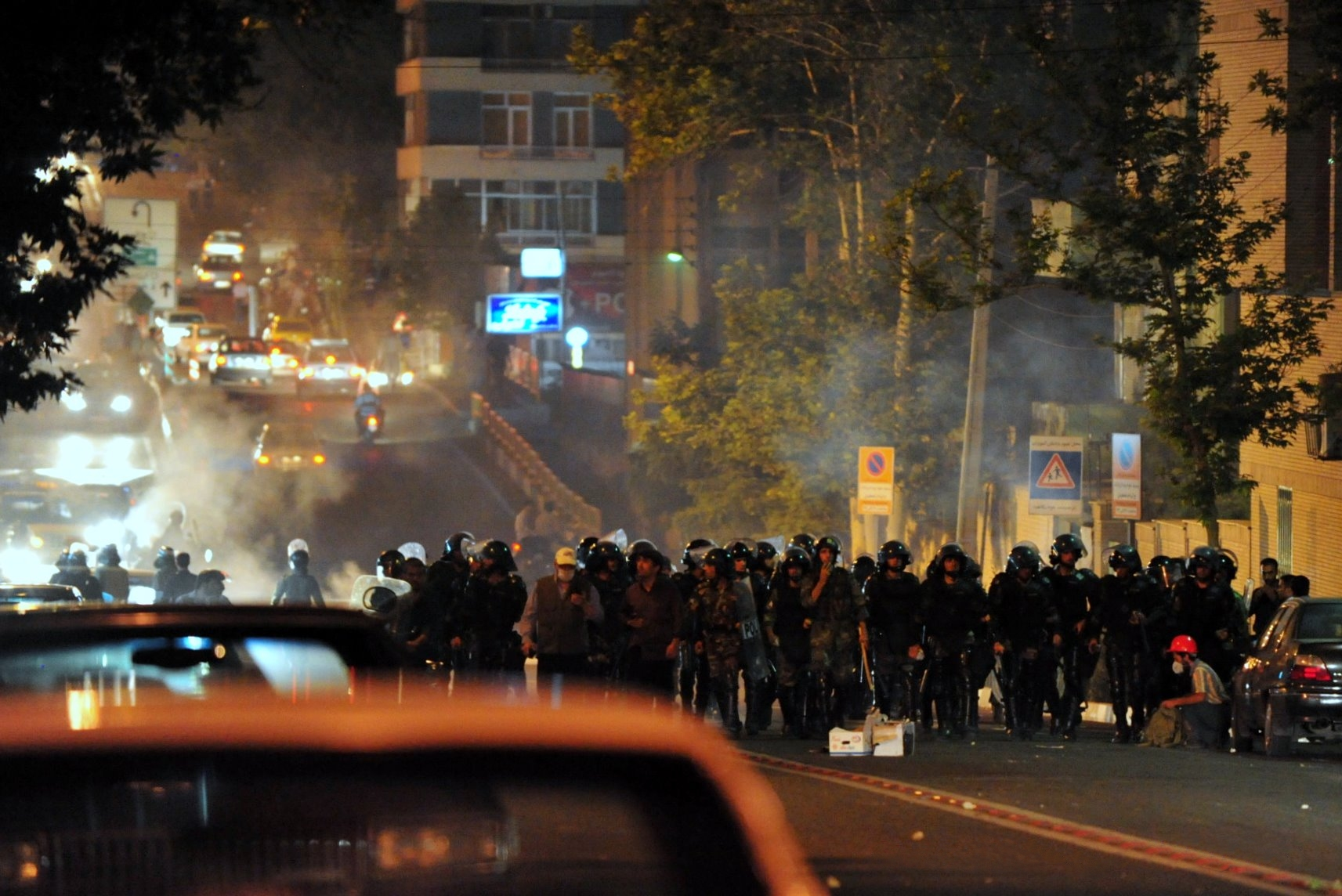
Służby bezpieczeństwa na ulicach Teheranu

W niedzielę 21 czerwca 2009 w godzinach popołudniowych w Teheranie słychać było odgłosy strzałów, nie odbył się natomiast żaden masowy protest. Mir-Hosejn Musawi ogłosił, że planuje zorganizowanie strajku generalnego. Na ulicach Teheranu zostały rozmieszczone tysiące funkcjonariuszy służb bezpieczeństwa. Zwolennicy opozycji obrali inną formę protestów. Wieczorem i w nocy z dachów swoich domów wykrzykiwali hasła: „Śmierć dyktatorowi!” i „Allahu Akbar” (Bóg jest wielki).
Władze kontynuowały stosowanie represji wobec zwolenników opozycji oraz dziennikarzy. Poinformowały o aresztowaniu 457 osób podejrzanych o organizację sobotnich demonstracji, a wśród nich córki byłego prezydenta Iranu Haszemiego Rafsandżaniego. Nakazały opuszczenie kraju przez brytyjskiego korespondenta BBC, Johna Loeyne’a oraz aresztowały bez przedstawienia zarzutów korespondenta magazynu Newsweek, Maziara Bahariego. Prezydent Mahmud Ahmadineżad, w swoim przemówieniu, zarzucił Stanom Zjednoczonym oraz Wielkiej Brytanii ingerencję w wewnętrzne sprawy Iranu. Szef policji, generał Ismail Ahmadi Moghadda, ostrzegł liderów opozycji, że dalsze protesty uliczne będą „zdecydowanie tłumione”. Organizacja Reporterzy bez Granic poinformowała, że w okresie ostatniego tygodnia aresztowanych zostało 23 irańskich dziennikarzy i blogerów.
W poniedziałek 22 czerwca 2009 rzecznik ministerstwa spraw zagranicznych Iranu Hasan Kaszkawi oskarżył rządy państw zachodnich o wyraźne wspieranie protestów i podkopywanie stabilności republiki islamskiej. Powiedział, że Zachód działa w „niedemokratyczny” sposób, zamiast doceniać przywiązanie Iranu do demokracji. Oskarżył zachodnie rządy i media o rozpowszechnianie „anarchii i wandalizmu”. Szczególnie mocno potępił sieci BBC i Głos Ameryki, które nazwał „kanałami rządowymi” i o których powiedział, że „są trybuną publicznej dyplomacji swoich rządów” oraz „mają dwa główne cele. Pierwszym jest nasilenie etnicznych i rasowych rozdźwięków wewnątrz Iranu, a drugim dezintegracja jego terytorium”. Dodał, że „każdy kontakt z tymi sieciami, pod jakimkolwiek pretekstem i w jakiejkolwiek formie, oznacza kontakt z wrogami irańskiego narodu”.
Rada Strażników, w odpowiedzi na skargi dotyczące frekwencji przekraczającej 100% w 170 okręgach wyborczych, ogłosiła, iż dopatrzyła się nieprawidłowości jedynie w 50 okręgach, jednak nie miały one wpływu na ostateczny rezultat wyborów. Korpus Strażników Rewolucji Islamskiej zagroził „zmiażdżeniem” dalszych protestów i wezwała do ich natychmiastowego zakończenia. Ostrzegła protestujących, by „byli przygotowani na starcie z nimi, milicją Basidż i innymi siłami bezpieczeństwa”.
W godzinach popołudniowych służby bezpieczeństwa rozpędziły manifestację tysiąca osób, które zgromadziły się na placu Haft-e Tir w Teheranie. Policja użyła gazu łzawiącego i oddała strzały ostrzegawcze w powietrze z ostrej amunicji. Z powietrza sytuację obserwowały wojskowe helikoptery. Aresztowano co najmniej kilkanaście osób.

### 23–24 czerwca

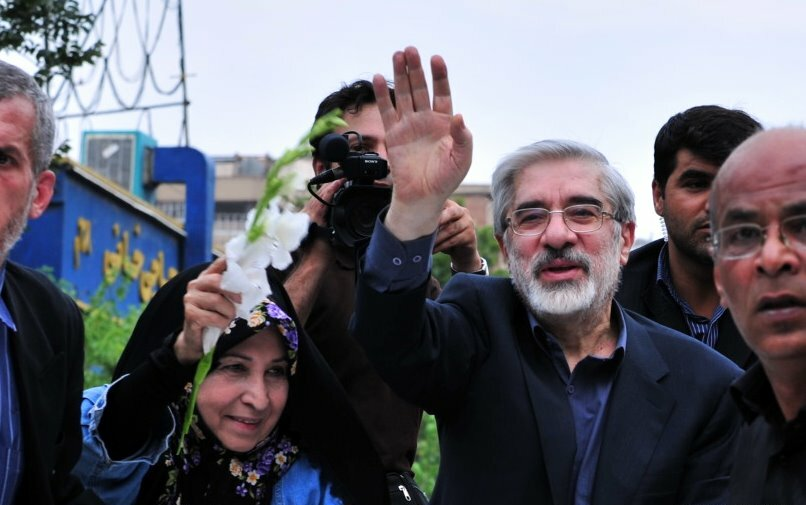
Mir-Hosejn Musawi wraz z żoną w czasie demonstracji

We wtorek 23 czerwca 2009 Rada Strażników wykluczyła możliwość przeprowadzenia powtórnego głosowania. Jeden z kandydatów opozycji, Mahdi Karrubi, wezwał Irańczyków do oddania czci i pamięci ofiarom protestów w czwartek 25 czerwca. Tego dnia nie doszło do żadnych protestów, co spowodowane też było zwiększoną obecnością służb bezpieczeństwa na ulicach.
W środę 24 czerwca kandydat opozycji Mohsen Rezaji wycofał swoją skargę na wyniki wyborów, jak stwierdził w interesie bezpieczeństwa narodowego. Ajatollah Chamenei zgodził się przedłużyć o 5 dni termin rozpatrywania skarg przez Radę Strażników. Oświadczył jednak, że „naród nie ustąpi pod naciskiem” w kwestii wyników wyborów. Władze kontynuowały stosowanie represji wobec zwolenników opozycji. Aresztowały 25 dziennikarzy należącej do Musawiego gazety Kalemeh Sabz. Czworo spośród sześciu piłkarzy, którzy w meczu z Koreą Południową wystąpili w zielonych opaskach na ręce, zostało objętych zakazem gry w reprezentacji narodowej.
24 czerwca pod budynkiem parlamentu doszło do nowych starć protestujących z policją. Ich liczba była już zdecydowanie mniejsza niż w dniach poprzednich, liczona w setkach, a nie w tysiącach. Policja do stłumienia manifestacji użyła pałek, gazu łzawiącego i oddała strzały w powietrze.

### 25–27 czerwca
W czwartek 25 czerwca Mehdi Karrubi odwołał planowane na ten dzień uroczystości żałobne ku czci ofiar zamieszek, gdyż nie dostał na nie pozwolenia. Musawi poinformował o aresztowaniu przez policję 70 profesorów uniwersytetu. Dodał, że „ci, którzy sfałszowali wybory, odpowiadają za rozlew krwi” i zaapelował do swoich zwolenników o kontynuowanie pokojowych protestów. Władze tymczasem próbowały wybielać winę służb bezpieczeństwa za spowodowanie ofiar wśród protestujących. Państwowa telewizja poinformowała, że w wyniku protestów zginęło 8 członków milicji Basidż, a dziesiątki zostało rannych. Gazeta Watan Emruz, popierająca prezydenta Ahmadineżada, napisała natomiast, że za śmierć Nedy Soltani odpowiedzialny jest dziennikarz BBC, który wynajął w tym celu płatnego zabójcę.

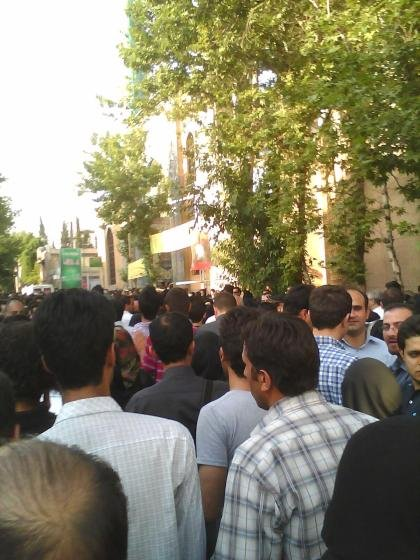
Wiec pod meczetem Ghoba, 28 czerwca 2009

27 czerwca Human Rights Watch oskarżyła irańską milicję Basidż o dokonywanie nocnych nalotów i niszczenie mienia w prywatnych domach oraz pobicia obywateli. Naloty miały na celu powstrzymanie mieszkańców od skandowania antyrządowych haseł z dachów ich domów, do czego dochodziło późnym wieczorem i nocą.

### 28–30 czerwca
W niedzielę 28 czerwca, za zgodą władz, pod meczetem Ghoba w Teheranie odbyły się modlitwy w intencji ofiar zamachu bombowego z 1981, w którym zginęło 70 osób. Oficjalne nabożeństwo przerodziło się w wiec poparcia dla opozycji, po tym jak tłum zaczął skandować antyrządowe hasła i wykrzykiwał imię Musawiego. Po zakończeniu uroczystości policja użyła pałek i gazu łzawiącego do rozpędzenia 3 tysięcy demonstrantów.
29 czerwca 2009 prezydent Ahmadineżad wezwał władze sądownicze do rozpoczęcia śledztwa w sprawie śmierci Nedy Soltani. Określił jej śmierć jako „podejrzaną”. Dodał, że opozycja i zagraniczni wrogowie Iranu wykorzystali jej śmierć „do własnych celów politycznych i wypaczenia czystego i przejrzystego wizerunku Republiki Islamskiej na świecie”. 29 czerwca 2009 Rada Strażników, po przeliczeniu 10% głosów, ostatecznie potwierdziła zwycięstwo Mahmuda Ahmadineżada w wyborach prezydenckich. Oznajmiła, że jakiekolwiek nieprawidłowości nie miały wpływu na rezultat wyborów.

### Lipiec
W lipcu 2009 w Iranie dochodziło do sporadycznych protestów i demonstracji ludności. Krytykę działań władz kontynuowali natomiast czołowi irańscy przywódcy polityczni i religijni. Otwarcie sprzeciwiali się polityce rządu i najwyższego przywódcy.
1 lipca 2009 milicja Basidż wezwała do postawienia Musawiego przed sądem. Zarzuciła mu popełnienie 9 przestępstw, w tym propagandę przeciw państwu i współudział w zakłócaniu bezpieczeństwa narodowego. Stwierdziła, że Musawi „szerzył defetyzm w społeczeństwie”, za co grozi do 10 lat więzienia. 2 lipca władze zniosły blokadę wysyłania wiadomości tekstowych SMS.
5 lipca grupa wpływowych irańskich duchownych zakwestionowała wyniki wyborów prezydenckich w Iranie. Otwarcie sprzeciwiając się najwyższemu przywódcy stwierdzili, że wybory były nieważne, a Rada Strażników straciła swój autorytet. Był to pierwszy tak wyraźny dowód podziałów w irańskich kręgach władzy. 6 lipca ajatollah Chamenei ostrzegł państwa zachodnie, by nie ingerowały w wewnętrzne sprawy Iranu, gdyż w przeciwnym razie „irański naród zareaguje”.

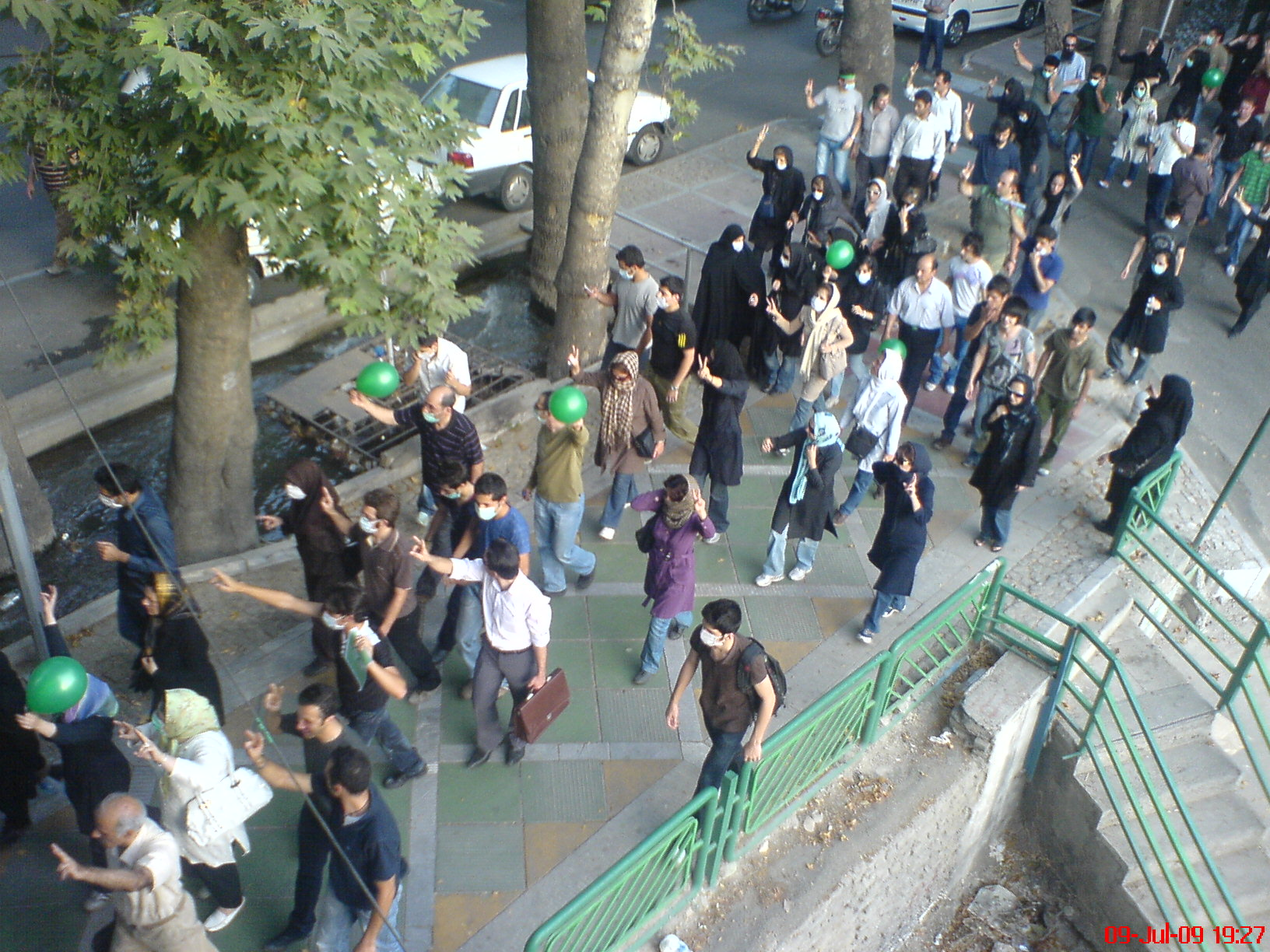
Demonstracja z 9 lipca 2009, upamiętniająca 10. rocznicę wystąpień studentów

7 lipca Mir-Hosejn Musawi, Mehdi Karrubi i były prezydent Mohammad Chatami zaapelowali o uwolnienie osób uwięzionych po protestach. Wezwali do zakończenia praktyk „państwa policyjnego”. Według różnych szacunków służby bezpieczeństwa zatrzymały w sumie ponad tysiąc osób popierających obóz opozycyjny. 8 lipca, w telewizyjnym orędziu, prezydent Ahmadineżad określił czerwcowe wybory „najbardziej uczciwymi na świecie” i stwierdził, że dla Iranu nadchodzi „nowa era”.
9 lipca 2009 w Teheranie doszło do dwóch demonstracji, w okolicach Uniwersytetu Teherańskiego oraz na placu Rewolucji, upamiętniających wystąpienia studentów z lipca 1999. W ich trakcie tłum skandował hasła: „Śmierć dyktatorowi”, „Uwolnić więźniów politycznych” oraz niósł zielone symbole kojarzone z poparciem dla Musawiego. Policja do stłumienia demonstracji użyła gazu łzawiącego. Gubernator prowincji Teheran, Morteza Tamaddon, ogłosił, że siły bezpieczeństwa „zmiażdżą” wszelki próby protestów. Były to pierwsze demonstracje od czasu zatwierdzenia przez Radę Strażników wyników wyborów.
17 lipca 2009 były irański prezydent i zwolennik Musawiego, Ali Akbar Haszemi Rafsandżani, poprowadził piątkowe modlitwy na Uniwersytecie w Teheranie. Wezwał w nich władze do uwolnienia osób zatrzymanych po czerwcowych protestach. Stwierdził, że wielu Irańczyków wciąż ma wątpliwości, co do uczciwości wyborów. Zaapelował także o zniesienie ograniczeń wolności mediów. W modlitwach wziął udział Mir-Hosejn Musawi. W ich trakcie doszło do protestów zwolenników opozycji. Zwolennicy Musawiego zaczęli wykrzykiwać jego imię oraz hasło Allahu Akbar (Bóg jest wielki). Tysiące osób przemaszerowało ulicami w pobliżu uniwersytetu, a policja użyła gazu łzawiącego w celu rozproszenia demonstracji.
20 lipca 2009 inny wpływowy irański przywódca, były prezydent Mohammad Chatami, stwierdził, że miliony Irańczyków utraciło wiarę w proces wyborczy i wezwał do przeprowadzenia referendum na temat legalności obecnego rządu. Oznajmił, że referendum, które powinno być zorganizowane przez bezstronną komisję, stanowi jedyne rozwiązanie zaistniałego kryzysu politycznego. Tego samego dnia, najwyższy przywódca ajatollah Ali Chamenei ostrzegł polityków irańskich przed działaniem w interesie wrogów Iranu. Raz jeszcze oskarżył zachodnie rządy i ich media o wszczynanie i popieranie protestów oraz spiskowanie przeciwko republice islamskiej.
21 lipca odbyła się kolejna demonstracja zwolenników opozycji. Setki bądź nawet tysiące ludzi wyszło na ulice Teheranu. Starli się oni ze służbami bezpieczeństwa oraz ubraną po cywilnemu milicją Basidż, która aresztowała dziesiątki osób. Opozycja zaplanowała na ten dzień również nową formę protestu – protest energetyczny. Miał on polegać na wyłączeniu światła i wszystkich urządzeń elektrycznych o 20:55 i włączeniu wszystkiego z powrotem po pięciu minutach o 21:00, co miałoby skutkować przeciążeniem sieci i spowodować zaciemnienie miasta.

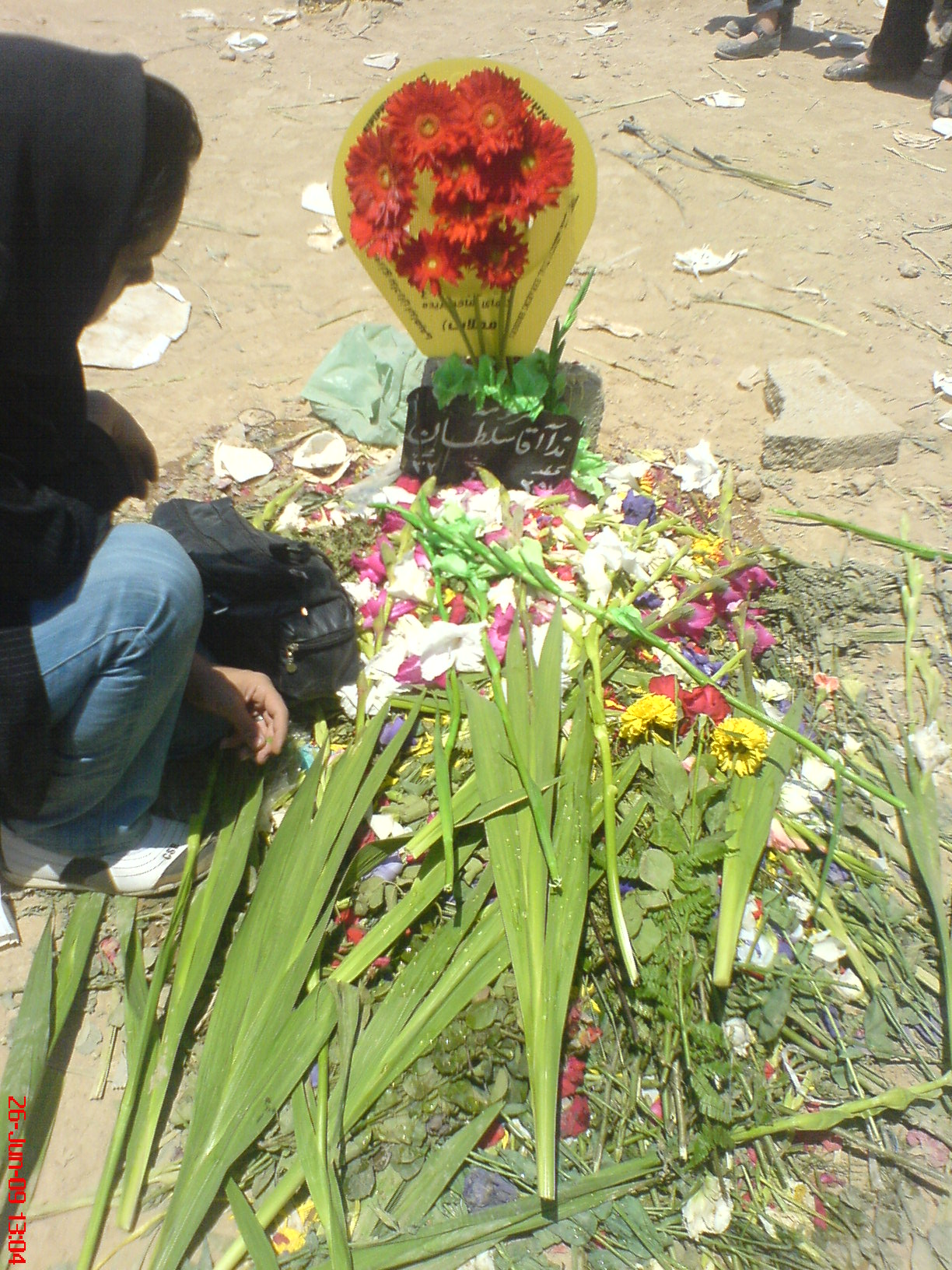
Grób Nedy Soltani

23 lipca Mir-Hosejn Musawi ogłosił zamiar utworzenia nowego frontu politycznego, Zielonego Ruchu, który skupiałby jego zwolenników. 26 lipca Musawi i Karrubi wystąpili do irańskich władz o zgodę na zorganizowanie uroczystości żałobnych w meczecie Grand Mossala w 40 dni po śmierci osób zabitych w czasie zamieszek.
30 lipca w Teheranie doszło do starć zwolenników opozycji z policją. Mimo braku zezwolenia ze strony władz około 3 tysięcy osób zebrało się na cmentarzu Beheszt-e Zahra wokół grobu Nedy Soltani w celu oddania czci zabitym w czasie zamieszek w 40 dni po ich śmierci. Zgromadzeni zostali rozpędzeni przez policję przy użyciu gazu łzawiącego. Służby bezpieczeństwa zatrzymały przed cmentarzem Mir-Hosejna Musawiego, uniemożliwiając mu dotarcie na miejsce zgromadzenia. Setki demonstrantów zebrało się również pod meczetem Grand Mossala. Policja użyła przeciwko nim gazu łzawiącego i pałek.

### Sierpień
3 sierpnia 2009 Mahmud Ahmadineżad został oficjalnie zatwierdzony na stanowisku prezydenta przez najwyższego przywódcę Alego Chameneiniego. Chamenei określił czerwcowe wybory jako „złotą stronę” w historii politycznej Iranu. Jednocześnie służby bezpieczeństwa uniemożliwiły przeprowadzenie demonstracji przeciw zatwierdzeniu Ahmadeniżada na dwóch głównych placach stolicy. Zwolennicy opozycji, zgromadzeni na placach Wali Asr i Wanak Square, zostali rozpędzeni przez policję, milicję Basidż i Strażników Rewolucji.
5 sierpnia Mahmud Ahmadineżad został oficjalnie zaprzysiężony na drugą kadencję prezydenta Iranu. Składając przysięgę, obiecał „chronić oficjalną wiarę, zasady rewolucji islamskiej i konstytucję”. Skrytykował zagraniczne siły za podważanie wyników wyborów stwierdzając, że Iran stawi im opór. Powiedział, że „zagraniczne rządy chcą by demokracja służyła tylko im interesom i nie chcą respektować praw innych narodów”. Oznajmił, że nie oczekuje listów gratulacyjnych od zachodnich polityków. W czasie ceremonii zaprzysiężenia przed siedzibą parlamentu zebrali się zwolennicy opozycji i w proteście przeciw jego elekcji przemaszerowali dookoła budynku. Zostali jednak rozproszeni przez służby bezpieczeństwa.
6 sierpnia, z polecenia irańskich władz, zamknięto Stowarzyszenie Dziennikarzy Irańskich (Association of Iranian Journalists). Międzynarodowa Federacja Dziennikarzy (IFJ) potępiła tę decyzję, żądając jednocześnie zakończenia zastraszania dziennikarzy i wypuszczenia 42 z nich, przetrzymywanych w więzieniach. W tym samym dniu na placu Wanak w Teheranie doszło do nowych antyrządowych protestów. Zgromadziły się tam setki osób wykrzykujących hasło „Śmierć dyktatorowi” oraz trąbiących klaksonami. Policja, która została rozlokowana w pobliżu placu, wezwała demonstrujących do zakończenia zgromadzenia.
11 sierpnia 2009 przedstawiciele opozycji, opierając się na informacjach zebranych od rodzin uczestników protestów, ogłosili że w wyniku przemocy ze strony władz zginęło co najmniej 69 osób, a więc ponad dwukrotnie więcej niż przedstawiały oficjalne dane policji.
16 sierpnia 2009, po tym jak Mahdi Karrubi ogłosił, że protestanci przetrzymywani w więzieniach byli tam gwałceni i torturowani aż do śmierci, władze zamknęły należącą do niego gazetę Etemad-e Melli (Narodowe Zaufanie). Następnego dnia pod biurem jej redakcji doszło do starć zwolenników opozycji z policją. Policja rozproszyła kilkudziesięciu demonstrantów, którzy wykrzykiwali antyrządowe hasła. Po demonstracji doszło do aresztowań.
26 sierpnia 2009 ajatollach Chamenei złagodził nieco swoje wcześniejsze stanowisko i stwierdził, iż nie uważa, że liderzy czerwcowych demonstracji byli agentami obcych sił. Powtórzył jednak, że cały ruch antyrządowy i protesty były zaplanowane z góry, niezależnie od wiedzy ich przywódców.

### Wrzesień-grudzień
18 września 2009 tysiące zwolenników opozycji starło się ze zwolennikami prezydenta Ahmadineżada i służbami bezpieczeństwa na ulicach Teheranu w czasie corocznego propalestyńskiego marszu w Dniu Jerozolimy (Ghods/Jerusalem Day). W czasie starć zwolennicy władz zaatakowali samochód, którym poruszał się uczestniczący w demonstracji Mir-Hosejn Musawi. 28 września 2009, w dzień inauguracji nowego roku akademickiego, kilkaset studentów zorganizowało antyrządowy protest pod budynkiem Uniwersytetu w Teheranie.
4 listopada 2009 zwolennicy opozycji zorganizowali antyrządowy protest na placu Haft-e Tir w 30. rocznicę ataku na ambasadę USA w Teheranie przez irańskich studentów i wzięciu 52 amerykańskich zakładników. Protestujący, wykrzykujący hasła „Śmierć dyktatorom”, zostali rozpędzeni przez milicję Basidż i Straż Rewolucji za pomocą pałek i gazu łzawiącego. Według opozycjnych źródeł, służby bezpieczeństwa otworzyły do demonstrantów ogień.
Kolejny duży protest zwolenników opozycji odbył się 7 grudnia 2009, przy okazji Dnia Studenta, upamiętniającego zabójstwo trzech studentów w grudniu 1953 przez irańską policję w czasie antyamerykańskiej demonstracji w okresie rządów szacha Mohammada Rezy Pahlaviego. Już na kilka dni przed rocznicą, władze, by nie dopuścić do protestów, wzmocniły środki bezpieczeństwa. Spowolniły lub zupełnie odcięły łącza internetowe w stolicy oraz zapowiedziały całkowitą blokadę internetu i sieci komórkowych w dniu 7 grudnia. Zakazały również zagranicznym dziennikarzom relacjonowania wydarzeń z centrum Teheranu od 7 do 9 grudnia 2009. Straż Rewolucyjna przestrzegła przed wykorzystywaniem rocznicy do wszczynania zamieszek i zapowiedziała podjęcie zdecydowanych środków prewencyjnych. 6 grudnia Musawi wezwał rodaków do udziału w protestach i ogłosił, że ruch antyrządowy jest wciąż żywy.
7 grudnia 2009, w Dniu Studenta, w centrum Teheranu doszło do zamieszek i starć zwolenników opozycji z policją. Demonstranci zebrali się na głównych placach stolicy, wykrzykując antyrządowe hasła „Śmierć dyktatorowi”. Policja użyła przeciw nim gazu łzawiącego oraz oddawała strzały ostrzegawcze w powietrze. Wiele osób zostało dotkliwie pobitych pałkami i aresztowanych. Służby bezpieczeństwa otoczyły również demonstrujących w kampusie uniwersyteckim, nie chcąc dopuścić do połączenia się ich z pozostałymi grupami. Według doniesień, do protestów doszło również w innych miastach Iranu: Arak, Sziraz, Mashhad, Kerman i w Isfahan. W sumie aresztowanych zostało około 200 osób, w tym 39 kobiet. Władze ogłosiły, że „od tej pory nie okażą łaski nikomu, kto działa przeciw bezpieczeństwu narodowemu”. 13 grudnia 2009 najwyższy przywódca Iranu, Ali Chamenei oskarżył zwolenników opozycji o znieważanie w czasie demonstracji z 7 grudnia 2009 swego poprzednika, ajatollaha Ruhollaha Chomejniego, założyciela Republiki Islamskiej. Irańskie media wyemitowały materiał, na którym uczestniczy protestu darli i deptali wizerunki Chomejniego. Zdaniem liderów opozycji, nagranie to zostało sfabrykowane. Musawi oznajmił, że jest pewien, iż „studenci nie dopuścili takich rzeczy ponieważ wszyscy wiedzą, że kochają ajatollaha Chomejniego”. Chamenei powiedział, że protestujący „otwarcie łamali prawo i znieważali ajatollaha Chomeiniego”. Stwierdził, że protest był nielegalny i nie będzie tolerował podobnych w przyszłości. Wezwał władze do zidentyfikowania „tych, którzy obrazili Chomeiniego”. Podobne oświadczenie wydał Korpus Strażników Rewolucji Islamskiej. Wezwała ona do odnalezienia, osądzenia i ukarania osób odpowiedzialnych za znieważanie ajatollaha. 12 i 13 grudnia duchowni ze szkół teologicznych i zwolennicy rządu zorganizowali marsze w kilku miastach Iranu, wznosząc hasła „Śmierć Ameryce” i „Śmierć przeciwnikom najwyższego przywódcy”. Następnego dnia teherański prokurator poinformował, że za obrazę ajatollaha Chomeiniego zatrzymanych zostało już kilka osób.

### Protesty po śmierci ajatollaha Montazeriego

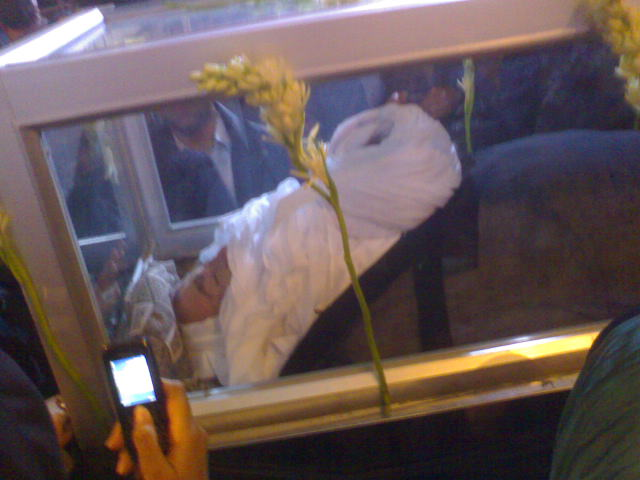
Ciało Hosejna Alego Montazeriego

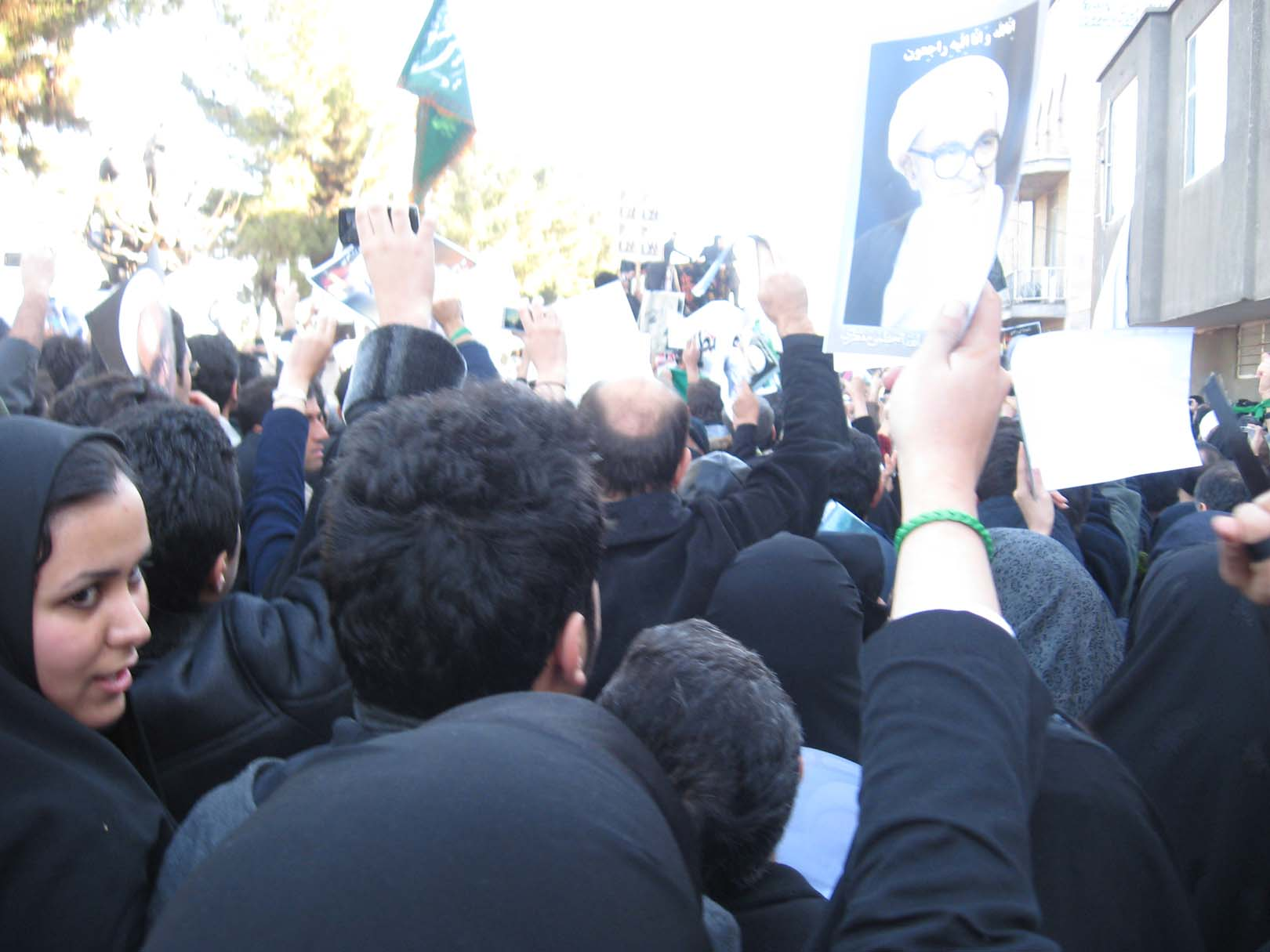
Pogrzeb ajatollaha Montazeriego

19 grudnia 2009, w wieku 87 lat, zmarł ajatollah Hosejn Ali Montazeri, jeden z najbardziej wpływowych przywódców religijnych i politycznych w Iranie, a także zagorzały krytyk prezydenta Ahmadineżada i zwolennik opozycji. Jego śmierć i pogrzeb spowodowały nową falę manifestacji poparcia społeczeństwa dla Zielonego Ruchu (Green Movement), jak popularnie określano ruch opozycyjny powstały po wyborach prezydenckich. Już tego samego dnia przed rodzinnym domem Montazeriego w świętym mieście Kom zebrały się tłumy żałobników. Kolejne tysiące obywateli zjeżdżało się, by uczestniczyć w ceremonii pogrzebowej.
20 grudnia 2009 w Komie zgromadziły się wielotysięczne rzesze Irańczyków. Ciało Montazeriego wystawiono w świętym meczecie Hazrate Mosume. W mieście rozlokowane zostały zwiększone siły policyjne. Opozycyjne serwisy internetowe informowały również o gromadzeniu się mieszkańców na kilku placach Teheranu w celu oddania czci zmarłemu. Liderzy opozycji, Musawi i Karrubi, wezwali obywateli do uczynienia 21 grudnia „dniem żałoby narodowej”.
21 grudnia 2009 dziesiątki tysięcy osób wzięło udział w pogrzebie ajatollaha. Władze ograniczyły krajowym mediom i całkowicie zakazały mediom zagranicznym transmisję z ceremonii. Według opozycyjnych serwisów internetowych, wielu żałobników niosło zielone transparenty lub ubranych było w zielone stroje. Wielu wykrzykiwało antyrządowe hasła, podkreślając przy tym autorytet zmarłego i wolę kontynuowania walki z dyktatorem, jak nazwano najwyższego przywódcę. Po ceremonii doszło do zamieszek jej uczestników ze służbami bezpieczeństwa. W pogrzebie uczestniczyli także dwaj przywódcy opozycji. W drodze powrotnej samochód Musawiego został zaatakowany przez „zamaskowanych mężczyzn” na motorach, którzy wybili w pojeździe tylną szybę oraz zranili osoby towarzyszące Musawiemu.
22 grudnia 2009 w Komie wciąż trwały antyrządowe protesty przeradzające się w starcia z policją. 21 i 22 grudnia 2009 do zamieszek z policją doszło również w mieście Nadżafabad, miejscu urodzenia Montazeriego. 23 grudnia do protestów doszło w Isfahan, gdzie w głównym meczecie miasta mieszkańcy zamierzali zorganizować ceremonię żałobną. Nie zostali jednak do niego wpuszczeni przez otaczające budynek służby bezpieczeństwa. W wyniku starć, które miały trwać około dwóch godzin, wiele osób zostało dotkliwie pobitych, w tym kobiety i dzieci. Służby do rozpędzenia tłumu użyły gazu łzawiącego i pieprzowego, a aresztowanych zostało ponad 50 osób. 22 grudnia Musawi został usunięty przez władze ze stanowiska dyrektora Akademii Sztuki, które zajmował od 10 lat. Ponadto prorządowi politycy wezwali wymiar sprawiedliwości do postawienia go przed sądem za podżeganie do niepokojów. 24 grudnia władze zakazały organizowania uroczystości żałobnych w intencji Monatazeriego na terenie całego kraju, z wyjątkiem Nadżafabadu i Kom.
26 grudnia 2009 do starć z policją doszło w kilku miejscach Teheranu, w południowych biedniejszych dzielnicach miasta oraz na północy, gdzie w meczecie Jamaran były prezydent Mohammad Chatami miał wygłosić świąteczną przemowę. Służby policyjne brutalnie obeszły się z protestującymi, rozpędzając ich przy użyciu gazu łzawiącego i pałek oraz niszcząc maski samochodów. Ostrzegły również przed wykorzystywaniem muzułmańskiego święta Aszury do organizowania nowych protestów i zapowiedziały zdecydowane działania w przeciwnym wypadku.

### Protesty z okazji święta Aszury
27 grudnia 2009, w dniu najważniejszego szyickiego święta Aszury, które upamiętnia męczeńską śmierć Husajna, wnuka proroka Mahometa, w Iranie doszło do największych od czerwca protestów antyrządowych, w których, według oficjalnych danych, zginęło 8 osób.
Do zamieszek, brutalnie stłumionych przez policję, doszło w Teheranie w czasie zwyczajowej świątecznej procesji. Władze oraz publiczna telewizja Press TV poinformowały o 8 ofiarach śmiertelnych. Oświadczyły jednak, że nie ponoszą odpowiedzialności za żadną z nich. Stwierdziły, że 3 zmarłe osoby były ofiarami wypadków, a jedna została zastrzelona, jednak nie przez siły policyjne. Na temat pozostałych ofiar nie wypowiedziały się. Wśród zabitych znalazł się bratanek Mir Hosejna Musawiego, Sejjed Ali Musawi. Został on trafiony w plecy przez służby bezpieczeństwa w czasie demonstracji. Zdaniem opozycji, zabójstwo to miało stanowić bezpośrednie ostrzeżenie dla Musawiego i być próbą jego zastraszenia. Ciało Musawiego, wraz z czterema innymi, zostało zabrane ze szpitala przez policję w celu przeprowadzenia badań sądowych i medycznych. Władze dokonały tego bez wiedzy i zgody rodziny. Według opozycji przejęcie ciała zmarłego przez służby miało zapobiec organizacji szybkiego i masowego pogrzebu, który mógłby doprowadzić do nowej fali protestów.
Władze poinformowały również o aresztowaniu około 500 osób. Wśród nich znalazło się wiele osobiści życia publicznego, m.in. były minister spraw zagranicznych Ebrahim Jazdi, działacz na rzecz obrony praw człowieka Emadeddin Baghi, siostra laureatki Nagrody Nobla Nuszin Ebadi oraz doradcy Musawiego i byłego prezydenta Chatamiego.
Do protestów doszło także w innych miastach Iranu: Tebrizie, Isfahanie, Nadżafabadzie, Sziraz, Kom, Babol i Meszhedzie. W Tebrizie, według niepotwierdzonych źródeł, miały zginąć 4 osoby.
Przemoc w Iranie potępiły Stany Zjednoczone, Unia Europejska, Wielka Brytania, Francja, Niemcy, Włochy, Austria, Norwegia i Kanada. Prezydent USA Barack Obama stwierdził, że „decyzja przywódców Iranu o sprawowaniu rządów poprzez strach i tyranię nie może być kontynuowana”. Minister spraw zagranicznych Wielkiej Brytanii David Miliband podkreślił fakt użycia siły w czasie najważniejszego szyickiego święta oraz pochwalił „wielką odwagę” irańskiej opozycji. Kanclerz Niemiec Angela Merkel skrytykowała „niedopuszczalne akcje sił bezpieczeństwa” i wezwała Teheran do poszanowania praw obywateli. Sprawująca przewodnictwo w UE Szwecja orzekła, że „brutalna akcja i arbitralne zatrzymania demonstrantów stanowią naruszenie podstawowych praw człowieka”. Francja potępiła „arbitralne aresztowania i przemoc przeciw zwykłym protestantom” i stwierdziła, że tego typu działania nie „zaprowadzą donikąd”. Również Rosja wyraziła zaniepokojenie wydarzeniami w Iranie. Rosyjskie MSZ oznajmiła, że „najważniejsze w tej sytuacji jest zachowanie powściągliwości, znalezienie kompromisów w oparciu o zasady prawa i podjęcie politycznych wysiłków na rzecz zapobieżenia dalszej eskalacji wewnętrznej konfrontacji”
28 grudnia 2009 protesty w stolicy były kontynuowane. Policja przy użyciu gazu rozpędziła tłum zgromadzony przed szpitalem, w którym znajdowali się ranni i zabici uczestniczy zamieszek. 29 grudnia prezydent Ahmadineżad oskarżył zachodnie rządy o inspirowanie, wspieranie i sponsorowanie protestów. Skrytykował komentarze amerykańskiej administracji i brytyjskiego rządu. Irańskie władze wezwały brytyjskiego ambasadora i złożyły na jego ręce oficjalna skargę, a irański minister spraw zagranicznych Manuczehr Mottaki oznajmił, że „jeśli Wielka Brytania nie przestanie bredzić, dostanie w twarz”. Od 29 do 31 grudnia 2009 w Teheranie, Sziraz i Kom tysiące Irańczyków wzięło udział w demonstracjach poparcia dla rządu. Przemaszerowali ulicami miast wznosząc okrzyki „Śmierć przeciwnikom!”. Demonstracje zostały zorganizowane przez władze, które m.in. zapewniły na nie transport pracownikom państwowych przedsiębiorstw. Ich uczestnicy domagali się ukarania liderów opozycji, a prokurator generalny Iranu zapowiedział, że jej przywódcy zostaną postawieni przed sądem. Państwowe media przedstawiały Musawiego i Karrubiego jako agentów obcych wywiadów, amerykańskiego, brytyjskiego lub izraelskiego. 30 grudnia 2009 odbył się pogrzeb zabitego Sejjeda Alego Musawiego. Jego rodzina otrzymała od władz nakaz zorganizowania małej i cichej ceremonii pogrzebowej.
1 stycznia 2010 Mir-Hosejn Musawi wezwał rząd do zakończenia działań przeciw jego zwolennikom oraz ogłosił, że jest gotów do poświęcenia życia w tej sprawie. Zaapelował do rządu, parlamentu i władz sądowniczych o wzięcie „bezpośredniej odpowiedzialności” za sytuację w kraju, wezwał władze do ustanowienia „przejrzystego prawa” w celu przeprowadzenia wiarygodnych wyborów, zwolnienia więźniów politycznych, uznania wolności prasy i prawa obywateli do demonstracji.
5 stycznia 2010 Iran ogłosił ograniczenie współpracy z 60 zagranicznymi organizacjami. Zakazał swoim obywatelom utrzymywania kontaktów z nimi i oskarżył je o próby destabilizacji rządu. Wśród wskazanych organizacji znalazły się m.in. Human Rights Watch, BBC, Głos Ameryki, Fundacja Sorosa. 6 stycznia 2010, w odpowiedzi na tłumienie przez irańskie władze grudniowych protestów, z urzędu zrezygnował ambasador Iranu w Norwegii. W nocy z 7 na 8 stycznia 2010 nieznani sprawcy ostrzelali samochód lidera opozycji, Mehdiego Karrubiego w momencie opuszczania przez niego miasta Kazwin po ceremonii pogrzebowej zabitego opozycjonisty. Karrubi nie odniósł obrażeń, wcześniej grupa kilkaset jego przeciwników demonstrowała i obrzuciła kamieniami budynek, w którym przebywał.

### Protesty z okazji rocznicy powstania Republiki Islamskiej
2 lutego 2009 Mir Hosejn Musawi stwierdził, że islamska rewolucja z 1979 nie zdołała osiągnąć swoich celów, gdyż nie wyeliminowała struktur prowadzących do tyranii i dyktatury, które cechowały rządy szacha. Oznajmił, iż „tłumienie mediów, zapełnianie więzień i brutalne zabijanie ludzi pokojowo domagających się swych praw na ulicach, wskazuje, że korzenie tyranii i dyktatury pozostały niezmienione od czasów monarchistycznych”, a „dyktatura w imię religii jest najgorszą rzeczą”. Dodał, że Zielony Ruch nie porzuci swojej pokojowej walki do czasu aż prawa obywateli będą przestrzegane i uznał pokojowe protesty za przynależne prawo Irańczyków. Liderzy opozycji wezwali również swoich zwolenników do uczestniczenia w manifestacjach 11 lutego 2010, w dniu 31. rocznicy powstania Republiki Islamskiej. 10 lutego 2010, na dzień przed rocznicą, irańskie władze dokonały aresztowań osób podejrzanych o przygotowywanie antyrządowych protestów. Zapowiedziały, że uczestnicy manifestacji zakłócających oficjalne uroczystości państwowe spotkają się z silną reakcją ze strony służ bezpieczeństwa.
11 lutego 2010 tysiące Irańczyków wzięło udział w państwowych obchodach 31. rocznicy powstania Republiki Islamskiej na placu Azadi (Wolności) w Teheranie, podczas których prezydent Ahmadineżad ogłosił Iran „państwem atomowym” i poinformował o wyprodukowaniu przez ten kraj uranu wzbogaconego do 20%. Zwolennicy opozycji próbowali organizować własne kontrmanifestacje, jednak ich działania zostały powstrzymane przez wszechobecną milicję. W stolicy służby bezpieczeństwa siłą rozpędziły protest na ulicy Saddeqiya. Dokonały także licznych pobić i aresztowań. Zaatakowani zostali m.in. lider opozycji Mahdi Karrubi, były prezydent Mohammad Chatami oraz żona Mir Hosejna Musawiego, do aresztu trafił syn Karubiego oraz brat Chatamiego. Do wystąpień opozycji doszło także w miastach Tebriz, Sziraz, Isfahan i Meszhed.
Irańskie władze w dniach obchodów rocznicy znacznie ograniczyły możliwość korzystania z internetu i innych technik komunikacji. Ograniczona została prędkość łączy internetowych, możliwość wykonywania połączeń telefonicznych, wysyłania wiadomości tekstowych i odbioru satelitarnego sygnału telewizyjnego. Uniemożliwiono korzystanie z internetowej poczty Gmail. Departament Stanu USA oskarżył władze o stosowanie „prawie całkowitej blokady informacji”. Międzynarodowi nadawcy, jak BBC, Deutsche Welle i Głos Ameryki potępiły Iran za „zamierzoną ingerencję elektroniczną” i zakłócanie ich sygnału satelitarnego. Pozarządowa organizacja Reporterzy bez Granic stwierdziła, że działania irańskich władz wprowadzają wyścig o kontrolę cyberprzestrzeni w nową fazę.

## Procesy zatrzymanych zwolenników opozycji
27 lipca szef Wymiaru Sprawiedliwości w Iranie Mahmud Haszemi Szahrudi oświadczył, że w ciągu tygodnia wyda decyzję co do dalszych losów przetrzymywanych w więzieniach Irańczyków zatrzymanych po zamieszkach w tym kraju. Jego rzecznik stwierdził, że w więzieniach przebywa około 300 osób, a część z nich powinna zostać wkrótce zwolniona. Następnego dnia około 140 zatrzymanych zostało zwolnionych z więzienia Ewin w Teheranie. Zdaniem władz, w więzieniach pozostało jeszcze około 200 osób, oskarżonych o najcięższe przestępstwa. O zamknięcie miejsc ich przetrzymywania zaapelował ajatollah Chamenei, gdyż jego zdaniem nie zapewniały one „ochrony ich praw”. Zwolennicy opozycji stwierdzili, że prawdziwa liczba zatrzymanych może być liczona w tysiącach, a nie setkach. Prezydent Ahmadineżad zaapelował do sędziów o okazanie oskarżonym więźniom „muzułmańskiej litości”. Według licznych relacji, zatrzymani opozycjoniści byli bici, torturowani i upokarzani.
1 sierpnia 2009 rozpoczął się pierwszy proces ponad stu osób aresztowanych. Zostali oni oskarżeni o udział i organizowanie zamieszek, wandalizm, „działalność przeciw bezpieczeństwu narodowemu” i spiskowanie przeciw władzom państwowym. Wśród oskarżonych znaleźli się były wiceprezydent Iranu, były wiceprzewodniczący parlamentu oraz były wiceminister spraw zagranicznych.
Mir Hosejn Musawi, Mohsen Rezaji oraz były prezydent Mohammad Chatami skrytykowali władze za organizację procesów, które określili mianem sfałszowanych i pokazowych. Musawi stwierdził, że zatrzymani poddawani byli „średniowiecznym torturom” i zostali zmuszeni siłą do złożenia zeznań. 2 sierpnia przed sądem stanęło 10 kolejnych oskarżonych.
8 sierpnia przed sądem zostali postawieni pracownik brytyjskiej i pracownica francuskiej ambasady oraz francuska nauczycielka. Hossein Rassam [więcej:Reakcja międzynarodowa – Wielka Brytania], pracownik ambasady brytyjskiej w Teheranie, został oskarżony o „szpiegostwo na rzecz obcokrajowców”. Miał razem z dwoma brytyjskimi dyplomatami monitorować przebieg zamieszek i informować o nich Londyn. Irańskie media poinformowały, że przyznał się do winy i przeprosił za „wyraźne naruszenia prawa, jakich się dopuścił”. Wśród oskarżonych znalazła się również Nazak Afszar, pracownica francuskiej ambasady w Teheranie oraz Clotilde Reiss, nauczycielka zatrzymana na lotnisku w chwili opuszczania kraju [czytaj:Reakcja międzynarodowa – Francja]. Została ona oskarżona o „zbieranie informacji i wywoływanie zamieszek”. Reiss powiedziała przed sądem, że napisała jednostronicowy raport o sytuacji w Isfahan i przekazała go sekcji kulturalnej francuskiej ambasady, w której pracowała Afshar. Przyznała się także do udziału w protestach, uznając to za błąd. Postawienie pracowników obu ambasad oraz obywatelki Francji przed sądem zostało potępione przez władze brytyjskie i francuskie oraz UE [czytaj:Reakcja międzynarodowa-UE]. Francuskie władze zaapelowały o wypuszczenie z więzienia dwóch kobiet. 11 sierpnia Nazak Afszar opuściła teherańskie więzienie, natomiast w przypadku Reiss władze zgodziły się na jej zwolnienie pod warunkiem przebywania we francuskiej ambasadzie w trakcie trwania procesu. 16 sierpnia Reiss został zwolniona z więzienia za kaucją i zobowiązana do pozostania we francuskiej ambasadzie do czasu ogłoszenia wyroku. Pod koniec października 2009 Hosejn Rassam został skazany za swoją działalność na cztery lata pozbawienia wolności. Wyrok ten został skrytykowany przez Wielką Brytanię, która nazwała go „atakiem przeciwko całej wspólnocie dyplomatycznej w Iranie” i wezwała do jego unieważnienia.
Na początku sierpnia przegrany kandydat opozycji w wyborach prezydenckich, Mahdi Karrubi, wystosował list do byłego prezydenta Alego Akbara Haszemiego Rafsandżaniego, stojącego na czele Rady Ekspertów. Informował w nim o licznych przypadkach brutalnych gwałtów kobiet i młodych mężczyzn przetrzymywanych w więzieniach po zamieszkach wyborczych. Karrubi pisał, że „gwałty były tak brutalne, że wywołały poważne obrażenia fizyczne, a nie tylko depresje i urazy psychiczne”. Wezwał władze Iranu do wszczęcia postępowania w tej sprawie. 13 sierpnia 2009 Karrubi powiedział, że wielu zatrzymanych zmarło więzieniach na skutek tortur. Na swojej stronie internetowej napisał, że „część młodych ludzi było bitych aż do śmierci, tylko za wykrzykiwanie sloganów w czasie protestów”.
6 sierpnia władze przyznały, że w więzieniu w Kahrizak „stosowano niewłaściwe metody przesłuchań”, jednak zaprzeczyły jakimkolwiek przypadkom gwałtów. 9 sierpnia szef tego więzienia oraz trzech strażników zostało zwolnionych z pracy i oskarżonych o bicie zatrzymanych. Szef irańskiej policji potwierdził przypadki zgonów kilku osób przetrzymywanych więzieniu Kahrizak. Stwierdził jednak, że ich powodem była „infekcja wirusowa” panująca za murami więzienia. Jedną z tych ofiar był m.in. syn doradcy Mohsena Rezaje, kandydata w wyborach prezydenckich. 12 sierpnia przewodniczący irańskiego parlamentu Ali Laridżani, opierając się wynikach parlamentarnego dochodzenia, zaprzeczył doniesieniom o gwałtach w irańskich więzieniach. Określił te oskarżenia mianem „całkowicie bezpodstawnych”. Dzień wcześniej irańskie władze poinformowały, że od początku protestów w czerwcu 2009 zatrzymanych zostało w sumie 4 tysiące osób, z czego 3700 zostało zwolnionych z więzień w ciągu kilku dni od aresztowania.
16 sierpnia 2009 przed sądem stanęła kolejna grupa 25 oskarżonych osób. 25 sierpnia odbył się proces czwartej grupy oskarżonych. Wśród nich znaleźli się byli wpływowi irańscy politycy, w tym były wiceminister spraw wewnętrznych Mostafa Tajzadeh oraz były wiceminister spraw zagranicznych Mohsen Aminzadeh. Część z oskarżonych przyznała się do winy i uznała za błąd swoje uczestnictwo w powyborczych demonstracjach. Były prezydent Mohammed Chatami uznał, że „takie zeznania są nieważne ponieważ zostały pozyskane w nadzwyczajnych warunkach i są najzwyklejszymi kłamstwami i fałszem”.
10 października 2009 irańska agencja informacyjna Isna poinformowała, że trzy osoby zatrzymane po czerwcowych demonstracjach zostały skazane na karę śmierci. Wyroki miał wydać sąd pierwszej instancji i w związku z tym wymagały one jeszcze zatwierdzenia sądu wyższej instancji. Dwóch oskarżonych, o inicjałach M.Z. i A.P., zostało skazanych za powiązania z monarchistycznym ugrupowaniem Kingdom Assembly of Iran, a trzeci, o inicjale N.A., z organizacją People’s Mujahedin of Iran (Ludowi Mudżahedini Iranu), zmierzającą do obalenia republiki islamskiej w Iranie. Już dwa dni wcześniej agencja Isna informowała o wyroku śmierci dla niejakiego Mohammada Rezy Ali Zamaniego. Organizacja Amnesty International potępiła wydanie przez Iran kar śmierci i określiła procesy oskarżonych mianem „kpin ze sprawiedliwości”. Wysoki Komisarz NZ ds. Praw Człowieka, Navy Pillay, wezwała iracki sąd apelacyjny do rewizji wyroków śmierci. 18 listopada 2009, iracka prokuratura wydała świadczenie, w którym informowała o wydaniu już 5 wyroków śmierci i 81 wyroków pozbawienia wolności od 6 miesięcy do 15 lat. Wyroki te nie były ostateczne i podlegały apelacji.

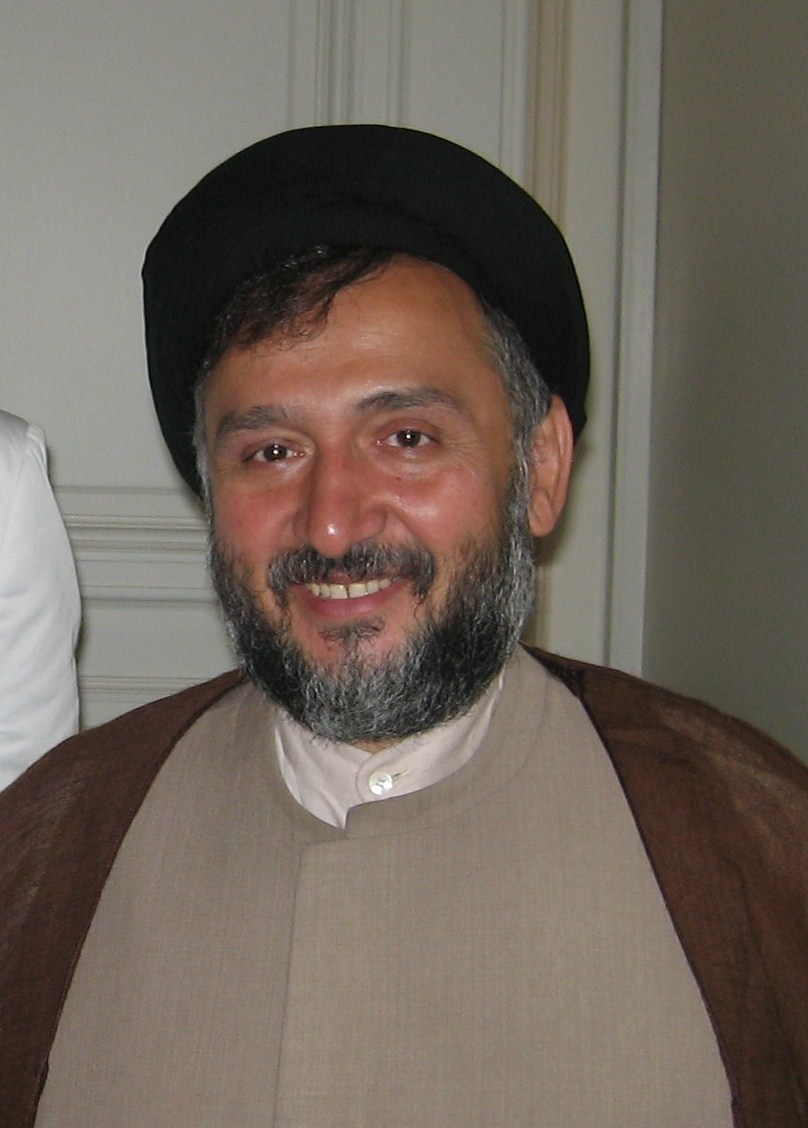
Mohammad Ali Abtahi, były wiceprezydent Iranu skazany za udział w protestach

13 października 2009 irańska prokuratura rozpoczęła postępowanie przeciw Mehdiemu Karrubiemu z powodu głoszenia przez niego oskarżeń o maltretowaniu i gwałceniu zatrzymanych. Specjalna komisja sądowa, powołana do zbadania sprawy, uznała zarzuty Karrubiego za bezpodstawne i mające na celu wprowadzenie w błąd opinii publicznej. Władze ogłosiły zamiar postawienia duchownego przed specjalnym trybunałem religijnym.
10 listopada 2009 w więzieniu Kahrizak zmarł dr Ramin Purandardżani, 26-letni lekarz odbywający w nim praktykę w czasie przetrzymywania tam uczestników protestów. Lekarz był zeznawał przed parlamentarną komisją ds. nadużyć w więzieniu w Kahrizak. Jego śmierć wywołała zaniepokojenie opozycji, która podejrzewała, że został zabity, gdyż był świadkiem śmierci i tortur zatrzymanych. Jej zdaniem lekarz był szantażowany przez władze i zmuszony do zatajenia prawdy. W czasie przesłuchań miał powiedzieć, że w więzieniu nastąpił tylko jeden zgon spowodowany zapaleniem opon mózgowych. Władze stwierdziły na początku, że przyczyną śmierci Purandardżaniego był atak serca, następnie oświadczyły, że popełnił on samobójstwo. W wyniku wszczętego śledztwa, iracka prokuratura, oświadczyła w następnych tygodniach, że przyczyną jego śmierci była trucizna ukryta w tabletkach, ślady której znaleziono w jego sałatce.
22 listopada 2009, były wiceprezydent Iranu, Mohammad Ali Abtahi został skazany na 6 lat więzienia za działalność przeciw bezpieczeństwu narodowemu i propagandę przeciwko ustrojowi islamskiemu. Abtahi przyznał się do zarzucanych mu czynów, jednak zdaniem rodziny i obserwatorów dokonał tego pod przymusem. 20 listopada 2009 Komitet Praw Człowieka ONZ przyjął niewiążącą rezolucję potępiającą Iran za tłumienie powyborczych protestów. Rezolucja podkreślała naruszanie przez Iran praw człowieka, w tym stosowanie tortur i rosnącą liczbę wyroków śmierci. Wzywała do zaprzestania prześladowań oponentów politycznych i zwolnienia osób zatrzymanych za swoje poglądy polityczne. Iran odrzucił treść rezolucji, którą uznał za politycznie umotywowaną.
28 stycznia 2010 władze Iranu wykonały dwa pierwsze wyroki śmierci na osobach skazanych w poczerwcowych procesach. Agencja informacyjna ISNA poinformowała o powieszeniu tego dnia Mohammada Rezy Ali Zamaniego i Arasha Rahmanipura. Ich wyroki zostały zatwierdzone przez sąd apelacyjny. Obaj zostali ogłoszeni „wrogami Boga” (Mohareb) i skazani za współpracę z monarchistycznym, nielegalnych ugrupowaniem Kingdom Assembly of Iran oraz próbę obalenia republiki islamskiej. Jednocześnie agencja poinformowała o wydaniu kolejnych dziewięciu wyroków śmierci i niezwłocznym wykonaniu kar zaraz po zakończeniu procesów apelacyjnych. Obrońcy praw człowieka wskazywali, że pierwszy z zabitych, Ali Zamani, został aresztowany przed czerwcowymi protestami i nie odegrał w nich żadnej roli, a jego zeznania zostały wymuszone przy użyciu siły. Prawnicy 19-letniego Arasha Rahmanipura wskazywali, że ich klient został aresztowany w kwietniu 2009 i również nie uczestniczył w antyrządowych protestach. Twierdzili, że wiele z postawionych mu zarzutów dotyczyło czasów, gdy był niepełnoletni, a do winy przyznał się z powodu gróźb kierowanych pod adresem jego rodziny. Liderzy opozycji i międzynarodowe organizacje broniące praw człowieka potępiły stracenie obywateli Iranu i uznały ten akt za próbę zastraszenia przeciwników władz. Stany Zjednoczone uznały go za „punkt krytyczny niesprawiedliwych i bezwzględnych działań Republiki Islamskiej przeciw pokojowym opozycjonistom”. Wielka Brytania oświadczyła, że „procesy i następujące po nich egzekucje podkopują głoszone przez Iran przywiązanie do sprawiedliwości, praw człowieka i wartości demokratycznych”.
30 stycznia 2010 władze poinformowały o rozpoczęciu procesów 16 osób zatrzymanych po grudniowych protestach w dniu święta Ashury. Pięcioro z nich zostało oskarżonych o bycie „wrogami Boga”, za co grozi im kara śmierci, postali o działania przeciw porządkowi publicznemu i bezpieczeństwu narodowemu.
19 stycznia 2010 na karę 8,5 roku pozbawienia wolności i 5 lat pozbawienia praw publicznych, za udział w grudniowych protestach w Dniu Studenta, skazany został 24-letni student Uniwersytetu Teherańskiego, Madżid Tawakoli. Władze usiłując go skompromitować w oczach opinii publicznych, ukazali go na zdjęciu w kobiecym czadorze, twierdząc, że próbował on w tymże stroju uniknąć aresztowania. Akt ten wywołał akcję poparcia dla jego osoby i przyodziewania nakryć głowy przez zwolenników opozycji, a on sam stał się jednym z symboli antyrządowego oporu. Na początku lutego 2010 władze skazały na karę 6 i 5 lat pozbawienia wolności dwóch znanych działaczy opozycji, byłego wiceministra spraw zagranicznych Mohsena Aminzade oraz byłego ministra przemysłu Behzada Nabawiego. Obaj zostali oskarżeni o udział w antyrządowych protestach, zakłócanie porządku publicznego i szerzenie antypaństwowej propagandy.

## Reakcja międzynarodowa

### Protesty międzynarodowe
W geście solidarności z demonstrantami w Iranie, w wielu miejscach na świecie odbyły się protesty przeciwko wynikom wyborów. 13 czerwca 2009 dwieście osób manifestowało przed ambasadą irańską w Londynie. Protesty pod konsulatem irańskim w Nowym Jorku zorganizowali Irańczycy mieszkający w USA. Protest zorganizowano również pod ambasadą Iranu w Rzymie.
14 czerwca 2009 protesty popierające opozycję irańską odbyły się przed siedzibą ONZ w Nowym Jorku, przed ambasadą irańską w Paryżu, Berlinie, Londynie, Ankarze, Wiedniu, Sydney i na placu miejskim w Toronto. Protesty zorganizowano również w Kuala Lumpur, Los Angeles, San Francisco, Dubaju i w Hadze.
15 czerwca protestowano na Placu des Art w Montrealu. W Kuala Lumpur w Malezji policja użyła gazu łzawiącego, by rozpędzić tłum sprzed miejskiego budynku ONZ. W Budapeszcie pod budynkiem irańskiej ambasady protestowało kilkadziesiąt studentów. 16 czerwca demonstracje poparcia zorganizowano w Chicago, Kopenhadze oraz pod ambasadą w Kijowie.
Przeciwko cenzurze wprowadzonej przez władze irańskie swój protest wyraził również Jean-Francois Julliard, sekretarz generalny organizacji Dziennikarze Bez Granic. Wezwał on wszystkich dziennikarzy do zgromadzenia się na znak protestu w czwartek, 18 czerwca, przed irańską ambasadą w Paryżu z widocznymi akredytacjami dziennikarskimi. 19 czerwca 2009 protesty odbyły się pod ambasadą irańską w Bukareszcie. 20 czerwca manifestacje solidarności z irańską opozycją i odbyły się w Los Angeles, Nowym Jorku i Waszyngtonie w Stanach Zjednoczonych, na obrzeżach Paryża i w Brukseli oraz w Sztokholmie. 26 czerwca pod ambasadą irańską w Sztokholmie protestowało ponad 150 osób. Cześć demonstrujących zdołała wedrzeć się do budynku ambasady i wdała się w bójkę z jej pracownikami.
19 czerwca 2009 pod ambasadą Iranu w Warszawie protest solidarności z irańskimi demonstrantami zorganizowała nieformalna grupa Solidarni z Iranem. 21 czerwca 2009 w tym samym miejscu odbyła się kolejna pikieta. 24 czerwca w centrum Warszawy (wejście do stacji metra Centrum) kilkadziesiąt osób manifestowało poparcie dla irańskiej opozycji. Zorganizowali oni happening oraz zbierali podpisy pod petycją o zaprzestaniu przemocy w Iranie, celem przekazania jej ambasadzie Iranu.
25 lipca 2009 w około 100 miastach na sześciu kontynentach odbyły się demonstracje potępiające powyborczą przemoc w Iranie. Protesty zorganizowane zostały przez organizację United For Iran, przy współudziale Human Rights Watch, Amnesty International i Reporterów bez Granic. Manifestacje odbyły się m.in. w Nowym Jorku, Waszyngtonie, Londynie, Amsterdamie i Berlinie. Demonstrujący wzywali do uwolnienia setek zatrzymanych osób po powyborczych starciach.

### Reakcja państw i organizacji międzynarodowych

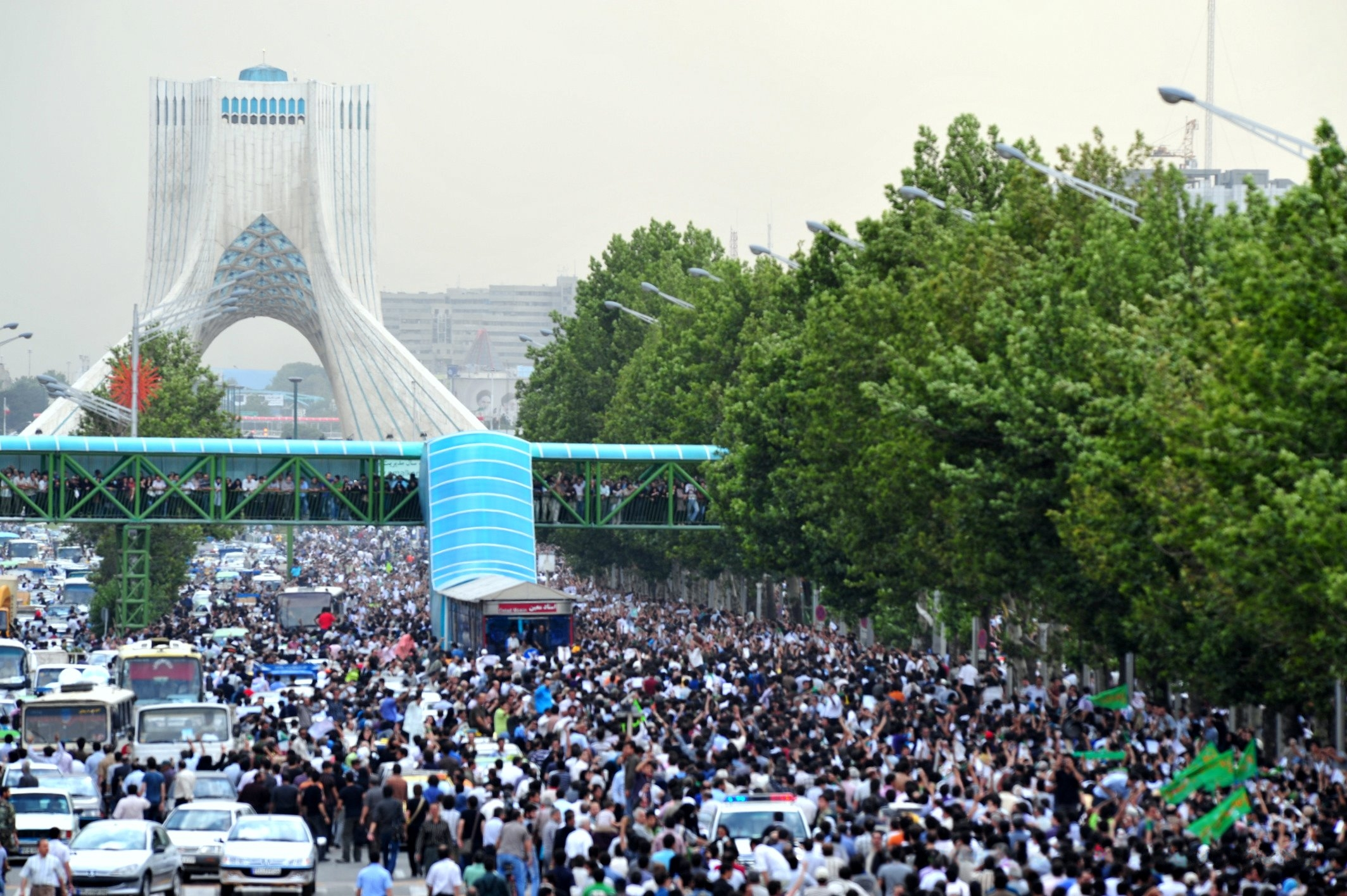
Wieża Azadi (Wieża Wolności) w Teheranie, jedno z miejsc organizacji protestów

- Australia – Australia wyraziła poważne wątpliwości dotyczące wyników wyborów i potępiła sposób traktowania demonstrantów. Minister spraw zagranicznych Stephen Smith wezwał do przeprowadzenia szybkiego i przejrzystego dochodzenia w sprawie domniemanych fałszerstw wyborczych. Powiedział, że „jest teraz jasne, że pojawiły się głębokie wątpliwości co do wyników wyborów”. Stwierdził, że Australia „jest zaniepokojona poważnymi naruszeniami praw człowieka, jakie obserwujemy”[211].
- Białoruś – prezydent Alaksandr Łukaszenka pogratulował zwycięstwa wyborczego prezydentowi Ahmadineżadowi. Powiedział: „Jestem przekonany, że konstruktywne stosunki białorusko-irańskie będą rozwijały się dynamicznie i że wzajemne korzystne projekty strategiczne będą realizowane przez wzgląd na mieszkańców naszych krajów”[212].
- Brazylia – prezydent Luiz Inácio Lula da Silva odrzucił możliwość oszustwa wyborczego i pogratulował zwycięstwa prezydentowi Ahmadineżadowi[213].
- Chiny – przewodniczący ChRL Hu Jintao pogratulował zwycięstwa w wyborach prezydentowi Ahmadineżadowi[214].
- Izrael – minister obrony Ehud Barak powiedział, że „nie jest pewny, czy rezultat odzwierciedla prawdziwą wolę irańskiego narodu”. Określił reelekcję Ahmadineżada jako „złe wieści”[215]. 19 czerwca minister spraw zagranicznych Awigdor Lieberman, w swoim wystąpieniu, oświadczył, że państwo Izrael liczy na zmianę polityki Iranu, bez względu na to, kto zostanie prezydentem[216]. Prezydent Szymon Peres wyraził nadzieję na rychły upadek irańskiego reżimu: „Nie wiadomo co pierwsze przepadnie w Iranie – wzbogacony uran czy nędzny rząd. Mamy nadzieję, że rząd”. Dodał, że poprzez protesty naród irański chce „odzyskać swoją kulturę”[217].

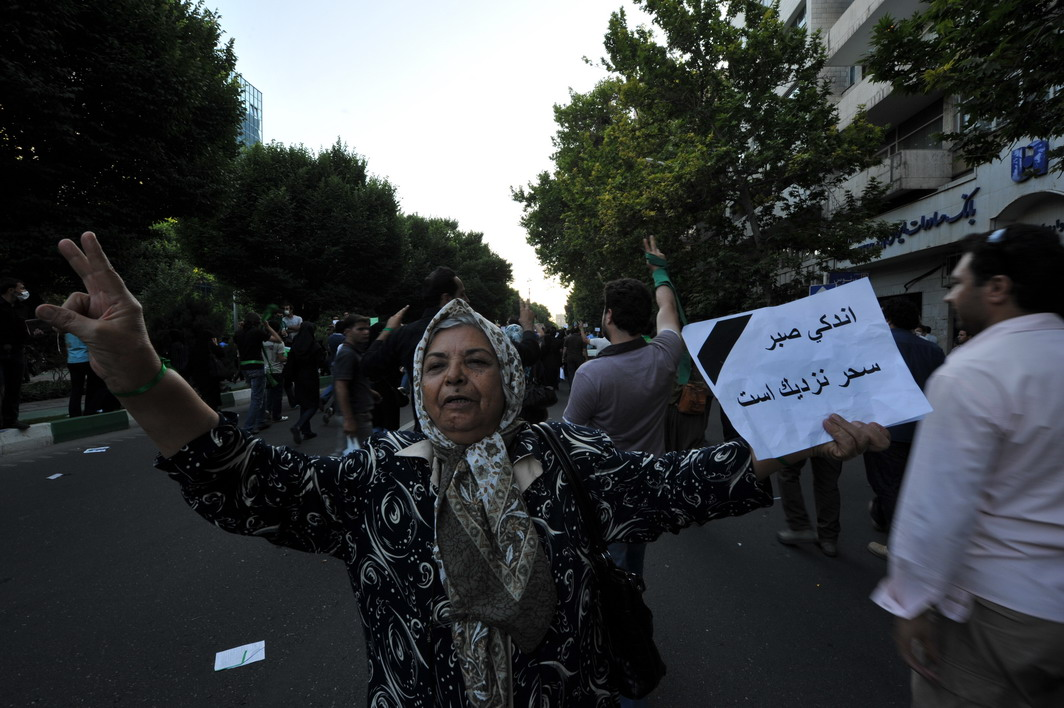
Uczestniczka protestu z napisem „Bądź ostrożny! Ranek nadchodzi...”

- Kanada – minister spraw zagranicznych Lawrence Cannon powiedział, że jego kraj jest „głęboko zaniepokojony” sygnałami nieprawidłowości wyborczych. Wezwał do przeprowadzenia pełnego i przejrzystego dochodzenia w tej sprawie. Stwierdził, że „brutalne traktowanie pokojowych demonstrantów jest niedopuszczalne”. Kanada wezwała również irańskiego dyplomatę celem złożenia wyjaśnień w sprawie odnotowanego zatrzymania i pobicia kanadyjskiego niezależnego dziennikarza[218].
- Norwegia – minister spraw zagranicznych Jonas Gahr Støre stwierdził, że alarmującym jest fakt niepokojów w Iranie oraz zarzutów o oszustwa wyborcze[219].
- Nowa Zelandia – minister spraw zagranicznych Murray McCully 16 czerwca stwierdził, że „rząd Nowej Zelandii jest zaniepokojony doniesieniami dochodzącymi z Iranu o rosnącej skali przemocy i wzywa wszystkich zaangażowanych o pomoc w przywrócenie spokoju. Nowa Zelandia podziela pogląd Sekretarza Generalnego ONZ Ban Ki-moona oraz liderów Unii Europejskiej, że proces wyborczy wymaga dokładnego wyjaśnienia”[220].
- Pakistan – prezydent Asif Ali Zardari oraz premier Yousaf Raza Gilani złożyli gratulacje zwycięstwa prezydentowi Ahmadineżadowi. Prezydent stwierdził, że „jest to świadectwo zaufania mieszkańców Iranu w jego zdolności przywódcze i uznanie jego wybitnej służby”[221].
- Rosja – prezydent Dmitrij Miedwiediew pogratulował zwycięstwa prezydentowi Ahmadineżadowi. Wyraził nadzieję, że przyjacielskie stosunki między Teheranem a Moskwą będą dalej rozwijane zgodnie z interesami dwóch narodów i na rzecz pokoju i stabilności regionu[222]. Wiceminister spraw zagranicznych Siergiej Rybakow stwierdził, że „wybory są wewnętrzną sprawą Iranu”[214].
- Stany Zjednoczone – 14 czerwca 2009 rzecznik Białego Domu Robert Gibbs zapowiedział, że USA będą śledzić z bliska sytuację w Iranie i zbadają oskarżenia dotyczące fałszerstw wyborczych[223]. Wiceprezydent Joe Biden wyraził zaniepokojenie wydarzeniami, stwierdzając, że „wygląda na to, że rząd tłumi wolność słowa, tłumi demonstracje uliczne, więc można mieć prawdziwe wątpliwości” dotyczące przebiegu głosowania[18][224]. Prezydent Barack Obama wyraził „głębokie zaniepokojenie” przemocą w Iranie. Zaapelował o poszanowanie takich „uniwersalnych wartości”, jak „proces demokratyczny” i „wolność słowa”[1][30]. 16 czerwca Obama przyznał, iż „było błędem, że pozostał niemym obserwatorem wydarzeń w Iranie”. Równocześnie oświadczył jednak, że należy uszanować wynik wyborów[225]. W późniejszym wywiadzie Barack Obama złagodził swoje stanowisko. Powiedział, że głos Irańczyków powinien zostać wysłuchany, jednak zaznaczył, że nie chce aby jego wypowiedzi zostały odebrane jako „mieszanie się” w sprawy Iranu. Powiedział: „Nie ma nic produktywnego – patrząc na historię relacji irańsko-amerykańskich – w byciu postrzeganym jako ten, który ingeruje w sprawy Iranu”. Dodał, że różnice między Musawim i Ahmadineżadem w kwestii prowadzenia polityki są mniejsze niż się powszechnie sądzi. Stwierdził, że „w każdym przypadku będziemy mieli do czynienia z irańskim reżimem, który historycznie był wrogo usposobiony do Stanów Zjednoczonych”[226][227]. Irańskie Ministerstwo Spraw Zagranicznych wezwało ambasadora Szwajcarii[228] w celu złożenia oficjalnego protestu w sprawie amerykańskiego interweniowania w wewnętrzną politykę Iranu. Interwencje te miały przejawiać się w „interwencjonistycznych komentarzach” zagranicznych mediów, potępiających wydarzenia irańskie, które to media miały – według władz irańskich – działać na polecenie swoich państw[229]. 19 czerwca, w odpowiedzi na przemówienie ajatollaha Chameneiniego, Izba Reprezentantów, stosunkiem głosów 405-1, przyjęła uchwałę potępiającą działania władz irańskich. Jedynym członkiem Izby głosującym przeciw uchwale był reprezentant Teksasu, Ron Paul[230]. Uchwała potępiała „trwającą przemoc” oraz „tłumienie niezależnej elektronicznej komunikacji poprzez ingerencje w sieć internetową i komórkową”[231]. 20 czerwca prezydent Obama, w odpowiedzi na krwawe tłumienie protestów w Iranie, wezwał tamtejsze władze do „zaprzestania stosowania wszelkiej przemocy i podejmowania niesprawiedliwych akcji przeciw własnemu narodowi”, mówiąc, że „świat patrzy”. Powiedział, iż USA stoją po stronie tych wszystkich, którzy pragną korzystać z przysługującego im prawa wolności wypowiedzi i zgromadzeń. Dodał, że „jeżeli Iran oczekuje szacunku wspólnoty międzynarodowej, musi respektować godność swoich mieszkańców i rządzić poprzez zgodę, a nie za pomocą przymusu”[51][53]. 23 czerwca prezydent Obama zaostrzył swoje stanowisko wobec wydarzeń w Iranie: „Stanowczo potępiam te niesprawiedliwe działania i wraz z narodem amerykańskim opłakuję niewinne ofiary”. „Stany Zjednoczone i społeczność międzynarodowa są zbulwersowane i oburzone groźbami, biciem i aresztowaniami”. W nawiązaniu do tłumienia wolności mediów i wypowiedzi stwierdził, że „żadna żelazna pięść nie jest wystarczającą silna, by odciąć świat od świadectwa pokojowego dążenia do sprawiedliwości”. Podkreślił, że USA szanują suwerenności Iranu i nie zamierzają ingerować w jego sprawy wewnętrzne: „Ta wypróbowana strategia wykorzystywania starych napięć i szukania kozła ofiarnego wśród innych krajów nie sprawdzi się już więcej w Iranie”[232][233]. 25 czerwca prezydent Ahmadineżad stwierdził, że prezydent Obama „popełnił błąd” wypowiadając się na temat reakcji władz irańskich na protesty: „Naszym pytaniem jest, dlaczego wpadł on w tę pułapkę i powiedział rzeczy, które zwykł mówić poprzedni prezydent (George W. Bush)”. Tego samego dnia Waszyngton unieważnił zaproszenia dla irańskich dyplomatów na obchody Dnia Niepodległości 4 lipca[71]. 26 czerwca Biały Dom oskarżył Ahmadineżada o obwinianie USA za powyborcze protesty i odwracanie uwagi od wydarzeń w swoim kraju[234]. Tego samego dnia Barack Obama wyraził uznanie dla Mir-Hosejna Musawiego i wszystkich protestujących. Stwierdził, że Musawi i protestanci wykazali się „nadzwyczajną odwagą” w obliczą „skandalicznej przemocy”. Powiedział, że Musawi zawładnął wyobraźnią grup zainteresowanych otwarciem na świat[235]. 29 lipca sekretarz stanu Hillary Clinton wezwała władze Iranu do zwolnienia więźniów politycznych zatrzymanych po czerwcowych demonstracjach[236]. 4 sierpnia 2009 rzecznik Białego Domu Robert Gibbs nazwał prezydenta Ahmadineżada „wybranym przywódcą” Iranu. Jednak później wycofał się z tego stwierdzenia, mówiąc, że źle się wyraził i pozostawiając ocenę uczciwości wyborów samym Irańczykom[237].
- Turcja – prezydent Abdullah Gül oraz premier Recep Tayyip Erdoğan pogratulowali prezydentowi Ahmadineżadowi ponownego wyboru[238].

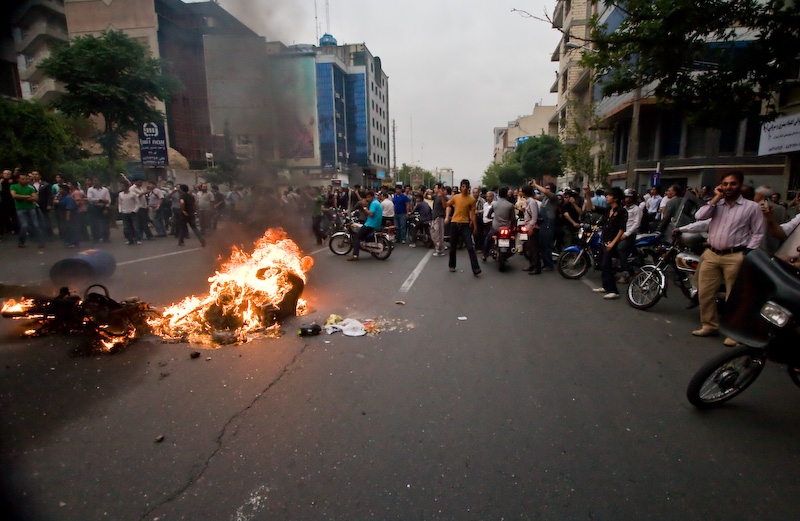
Zamieszki w Iranie

- Wenezuela – prezydent Hugo Chávez, pogratulował prezydentowi Mahmudowi Ahmadineżadowi zwycięstwa w wyborach[18]. Stwierdził również, że trwające protesty to „imperialistyczny atak” i próba osłabienia islamskiej rewolucji w Iranie[239]. 24 czerwca 2009 prezydent Chávez powiedział, że wierzy, że za protestami w Iranie stoją Stany Zjednoczone. Oświadczył, iż, pomimo że nie dysponuje dowodami, niepokoje w Iranie odbywają się zgodnie ze schematem obserwowanym w innych państwach, w których ingerowała CIA i „imperialne ręce” państw europejskich[69].
- Prezydenci  Iraku,  Afganistanu i  Korei Północnej pogratulowali zwycięstwa w wyborach prezydentowi Mahmudowi Ahmadineżadowi[18][25].
- Unia Europejska – UE wyraziła zaniepokojenie „domniemanymi nieprawidłowościami” w czasie wyborów prezydenckich oraz niepokojami, jakie nastąpiły po nich[240]. 15 czerwca 2009 ministrowie spraw zagranicznych UE, na posiedzeniu w Luksemburgu, wyrazili „poważne zaniepokojenie przemocą na ulicach i użyciem siły przeciwko pokojowym demonstrantom”. Wezwali władze Iranu do przeprowadzenia dochodzenia w sprawie domniemanych fałszerstw wyborczych[241][242] i zweryfikowania wyników wyborów[32]. Ministerstwo Spraw Zagranicznych Iranu wezwało ambasadora Czech (kraju sprawującego wówczas prezydencję w UE) w celu złożenia protestu w sprawie „interwencjonistycznych i obraźliwych” opinii, wyrażonych przez przedstawicieli dyplomatycznych krajów Unii oraz oświadczenia złożonego przez ministrów spraw zagranicznych krajów członkowskich europejskiej wspólnoty[243]. 23 czerwca Czechy, sprawujące przewodnictwo w UE, zaapelowały do państw członkowskich o wezwanie irańskich ambasadorów w celu złożenia im protestu przeciw stanowisku irańskich władz, oskarżających państwa zachodnie o wtrącanie się w sprawy wewnętrzne Iranu[244]. 1 lipca szef sztabu Iranu, gen. Hassan Firouzabadi, oskarżył UE o wspieranie protestów i wrogość w stosunku do narodu irańskiego. Stwierdził, że UE nie ma już prawa do uczestniczenia w rozmowach na temat irańskiego programu atomowego[79]. 8 sierpnia, w odpowiedzi na proces dwóch pracowników brytyjskiej i francuskiej ambasady oraz obywatelki Francji oskarżonych o działalność przeciw bezpieczeństwu narodowemu Iranu, Carl Bildt, minister spraw zagranicznych Szwecji, sprawującej wówczas przewodnictwo w organizacji, stwierdził, że „jest to pokazowy proces skierowany przeciw UE”. Dodał, że „działanie przeciw jednemu państwu UE, obywatelowi lub pracownikowi ambasady, jest uważane za działanie przeciw całej UE i w związku z tym będzie odpowiednio traktowane”[245].
  -  Francja – minister spraw zagranicznych Bernard Kouchner wyraził żal, że „zamiast otwartości doszło do brutalnej reakcji”[18]. 15 czerwca 2009 zaapelował do Iranu o przeprowadzenie śledztwa w sprawie wyników wyborów, a francuskie MSZ wezwało ambasadora Iranu do złożenia wyjaśnień w tej sprawie[24]. 16 czerwca prezydent Nicolas Sarkozy określił wyniki wyborów mianem „oszustwa”. Powiedział, że zamieszki były bezpośrednim skutkiem porażki Ahmadineżada w pierwszej turze. Dodał, że „rozmiar oszustwa jest proporcjonalny do zbrojnej reakcji na protesty”[246]. 19 czerwca, po przemówieniu ajatollaha Chameneiniego, prezydent Sarkozy zaapelował do Iranu, aby nie podążał w kierunku „punktu bez powrotu”[53]. 22 czerwca minister Kouchner uznał wydarzenia w Iranie za „demokratyczną rewolucję”, potępił „brutalne represje” wobec opozycji i zażądał natychmiastowego uwolnienia zatrzymanych zwolenników opozycji[247]. 6 lipca francuski minister spraw zagranicznych potępił i zażądał natychmiastowego uwolnienia zatrzymanej 1 lipca, pod zarzutem szpiegostwa, obywatelki Francji. Francuzka, Clotilde Reiss, będąca pracownikiem naukowym, została zatrzymana na lotnisku w Teheranie, kiedy opuszczała kraj po 5-miesięcznym pobycie[248][249]. 8 sierpnia zatrzymana Clotilde Reiss została postawiona przed sądem i oskarżona o działanie przeciw bezpieczeństwu narodowemu Iranu. Minister Kouchner uznał postawione zarzuty za „pozbawione wszelkich podstaw”[155]. Francuskie władze zażądały zwolnienia z więzienia jej oraz pracownicy francuskiej ambasady. Prezydent Sarkozy uznał uwolnienie kobiet za „najwyższy priorytet” działań swojej administracji[250].
  -  Niemcy – minister spraw zagranicznych Frank-Walter Steinmeier wezwał ambasadora Iranu w celu wyjaśnienia sytuacji w kraju i przebiegu wyborów. Stwierdził, że „pojawiło się wiele sygnałów o fałszerstwach wyborczych”[18]. Kanclerz Angela Merkel ogłosiła, że „niemiecki rząd jest bardzo zaniepokojony sytuacją”. Zażądała złożenia wyjaśnień przez władze Iranu i przeprowadzenia „przejrzystego dochodzenia” w sprawie przebiegu wyborów. Skrytykowała użycie „kompletnie niedopuszczalnej” siły przeciw protestującym[25], „falę aresztowań” w czasie demonstracji oraz nałożenie na dziennikarzy ograniczeń w relacjonowaniu wydarzeń[251]. 19 czerwca kanclerz Merkel potępiła przemówienie ajatollaha Chameneiniego i stwierdziła, że było ono rozczarowaniem[53]. 21 czerwca kanclerz zaapelowała do władz Iranu o zakończenie stosowania przemocy wobec demonstrantów, uwolnienie aresztowanych zwolenników opozycji, umożliwienie nieskrępowanej pracy mediom oraz ponowne przeliczenie głosów wyborczych[252].
  -  Wielka Brytania – minister spraw zagranicznych David Miliband stwierdził, że wydarzenia w Iranie „wydają się być przemocą państwa wobec narodu irańskiego”. Dodał, że” bardzo poważne wątpliwości, dotyczące uczciwości zliczania głosów, są w sposób oczywisty główną obawą obywateli Iranu”[242]. 17 czerwca dodał że, Wielka Brytania bada akta przemocy, lecz nie może być oskarżana o próbę zmiany irańskiego rządu, podobnie jak USA czy inne państwa Zachodu[253]. 19 czerwca 2009, w odpowiedzi na przemówienie ajatollaha Chameneiniego, który nazwał Wielką Brytanię najgorszym z wrogów Iranu, brytyjski Foreign Office wezwał irańskiego ambasadora w celu złożenia formalnej skargi. Rzecznik FO stwierdził, że uwaga najwyższego przywódcy jest „nie do zaakceptowania”. Premier Gordon Brown powiedział, że „cały świat patrzy na Iran”, a „cała Unia Europejska jednogłośnie potępia przemoc wobec irańskich demonstrantów oraz tłumienie wolności mediów”[254]. 22 czerwca Foreign Office nakazał ewakuację z Iranu rodzin brytyjskich dyplomatów oraz zalecił obywatelom „unikania wyjazdów do Iranu, chyba że są one niezbędne”[66][255]. 23 czerwca 2009 Iran wezwał do Teheranu swojego ambasadora w Wielkiej Brytanii w celu złożenia przez niego raportu na temat mieszania się Londynu w sprawy wewnętrzne Iranu[256]. 23 czerwca Wielka Brytania wydaliła dwóch irańskich dyplomatów, po tym jak dzień wcześniej to samo uczynił Iran. Iran wydalił dwóch pracowników brytyjskiej ambasady pod zarzutem prowadzenia „działalności niezgodnej z ich statusem”. Premier Brown uznał te oskarżenia za „całkowicie bezpodstawne”[257]. 24 czerwca Iran stwierdził, że rozważa obniżenie rangi stosunków dyplomatycznych z Wielką Brytanią[69]. W sobotę 27 czerwca 2009 irańskie władze zatrzymały 9 pracowników brytyjskiej ambasady pod zarzutem odgrywania „znaczącej roli” w nielegalnych protestach. Minister spraw zagranicznych David Miliband określił aresztowanie mianem „dręczenia” i uznał postawione zarzuty za bezpodstawne[258]. Zatrzymanie potępiła Unia Europejska i wezwała do natychmiastowego uwolnienia pracowników ambasady: „Dręczenie lub zastraszanie zagranicznego bądź irańskiego personelu pracującego w ambasadach spotka się z silną i wspólną odpowiedzią ze strony UE”[259]. 29 czerwca 2009 Teheran uwolnił 5 pracowników. Reszta z nich miała zostać przesłuchana[260]. Premier Gordon Brown wezwał do uwolnienia pozostałych pracowników ambasady. Powiedział, że zachowanie Iranu jest „niedopuszczalne, nieuzasadnione i bezpodstawne”[261]. 1 lipca Iran zwolnił dwóch kolejnych pracowników ambasady[262]. 3 lipca 2009 władze Iranu poinformowały, że część z zatrzymanych pracowników zostanie postawiona przed sądem i oskarżona o podburzanie do protestów. Państwa UE wezwały swoich ambasadorów, by wyrazić swój protest[263]. 6 lipca władze Iraku uwolniły ósmego z 9 pracowników. Ostatnim z przetrzymywanych pozostał szef analiz politycznych, oskarżany przez Iran o działanie przeciw bezpieczeństwu narodowemu[264]. 19 lipca, po wpłaceniu kaucji w wysokości 100 tys. USD, władze Iranu zwolniły z aresztu ostatniego pracownika, Hosseina Rassama[265]. 8 sierpnia Rassam został postawiony przed sądem i oskarżony o działanie przeciw bezpieczeństwu narodowemu i szpiegostwo. Rzecznik Foreign Office nazwał proces „całkowicie nie do zaakceptowania” i zapowiedział monitorowanie „procesów i tak zwanych zeznań więźniów, którym odmówiono podstawowych praw człowieka”[155]. David Miliband skrytykował „nieuzasadnione zarzuty” przeciw pracownikowi ambasady „wykonującemu swoje legalne obowiązki”[245]. Pod koniec października 2009, po skazaniu Hosseina Rassama na cztery lata pozbawienia wolności przez irański sąd, Miliband skrytykował jego proces i wyrok, który nazwał „atakiem przeciwko całej wspólnocie dyplomatycznej w Iranie” oraz wezwał władze Iranu do jego unieważnienia[157][158].
  -  Polska – minister spraw zagranicznych Radosław Sikorski oświadczył, że Polska śledzi z najwyższą uwagą sytuację w Iranie[241]. 17 czerwca polskie MSZ wydało oficjalny komunikat, w którym stwierdzało, że „z uwagą obserwuje rozwój wypadków, które mają miejsce w związku z ostatnimi wyborami prezydenckimi w Iranie. Szczególny niepokój budzą doniesienia o starciach wiecujących demonstrantów z siłami bezpieczeństwa i ofiarach śmiertelnych tych zajść”. MSZ zaapelowało do władz w Teheranie „o unikanie działań, które mogą skutkować rozlewem krwi”, jak również wezwało Iran do „wzięcia odpowiedzialności za rozwiązanie kryzysu w duchu jego zobowiązań wobec społeczności międzynarodowej”[266]. 23 czerwca MSZ wezwało ambasadora Iranu w celu przedstawienia mu stanowiska polskich władz wobec wydarzeń w Iranie[244].
  -  Holandia – minister spraw zagranicznych Maxime Verhagen wezwał irańskiego dyplomatę w celu złożenia protestu przeciw podejmowaniu przez Iran akcji przeciwko protestującym i wezwał do natychmiastowego uwolnienia zatrzymanych. Zaprotestował przeciwko ingerencji władz irańskich w pracę zagranicznych dziennikarzy i zatrzymaniu holenderskiej ekipy telewizyjnej. Zażądał złożenia wyjaśnień w sprawie tego zatrzymania i konfiskaty nagranych materiałów[267].
  -  Szwecja – minister spraw zagranicznych Carl Bildt 18 czerwca stwierdził w oficjalnym oświadczeniu, że przemoc w Iranie „jest całkowicie niedopuszczalna”. „Sprawą szczególnej wagi jest uszanowanie skarg skierowanych przeciw wynikom wyborów, przeliczenie głosów i przeprowadzenie tego we właściwy i przejrzysty sposób”[268].
  -  Włochy – minister spraw zagranicznych Franco Frattini, przed rozpoczynającym się we Włoszech 25 czerwca 2008 spotkaniem ministrów spraw zagranicznych państw G8, stwierdził, że Iran po protestach ulicznych znalazł się w „punkcie zwrotnym” i „musi zdecydować czy zachować otwarte drzwi na dialog ze wspólnotą międzynarodową”. Dodał, że „ręka wyciągnięta przez USA, którą Włochy poparły, nie może wrócić splamiona krwią”[269].
- ONZ – sekretarz generalny ONZ Ban Ki-moon poinformował, że śledzi dokładnie sytuację w Iranie. Dodał, że ONZ i on osobiście stoi na stanowisku, że „prawdziwa wola narodu irańskiego powinna być w pełni uszanowana”[28]. 23 czerwca Ban Ki-moon wezwał władze Iranu do „poszanowania fundamentalnych praw obywatelskich i politycznych, zwłaszcza wolności wypowiedzi, wolności zgromadzeń i prawa do informacji” oraz do „zakończenia aresztowań, gróźb i używania siły”. Zaapelował do rządu i opozycji o rozwiązanie konfliktu w sposób pokojowy, poprzez dialog. Wyraził nadzieję, że „wola ludności Iranu będzie w pełni uszanowana”[270]. Irańskie MSZ ostro zareagowało na słowa Ban Ki-moona: „Taka postawa jest ewidentnym zaprzeczeniem obowiązków sekretarza generalnego ONZ, prawa międzynarodowego i jest oczywistym mieszaniem się w sprawy wewnętrzne Iranu”. Zdaniem MSW Iranu, sekretarz generalny „zniszczył swoją wiarygodność” w oczach „niepodległych” państw poprzez „nieświadome podążanie za dominującymi potęgami, które mają długą historię ingerencji w wewnętrzne sprawy innych państw i kolonizacji”[232].
- G8 – ministrowie spraw zagranicznych państw grupy G8, w czasie szczytu w Trieście, „potępili powyborczą przemoc, która doprowadziła do śmierci irańskich cywilów”. „Wezwali irański rząd do zagwarantowania, że wola obywateli została odzwierciedlona w procesie wyborczym”. Zaapelowali o „poszanowanie fundamentalnych praw człowieka” i rozwiązania kryzysu „poprzez demokratyczny dialog i środki pokojowe”[234]. 10 lipca liderzy państw G8, w deklaracji przyjętej czasie szczytu we włoskiej L’Aquili, stwierdzili, że restrykcje nałożone na media i zatrzymania obywateli państw trzecich są „nie do zaakceptowania”. Wyrazili „poważne zaniepokojenie bulwersującymi wydarzeniami” po wyborach w tym państwie[271].
- Amnesty International – AI skrytykowała nadużycia ze strony służb bezpieczeństwa. Podkreśliła, że wszyscy Irańczycy mają prawo do wyrażania swojej opinii oraz prawo do pokojowych zgromadzeń. Skrytykowała aresztowania obywateli ze względu na kwestionowanie wyników wyborów, uznając ich za więźniów sumienia oraz nakazała ich natychmiastowe zwolnienie. AI domagała się przeprowadzenia śledztwa ws. nadużycia siły wobec demonstrantów[272]. 18 czerwca AI wyraziła zaniepokojenie wzrastającą liczbą aresztowań obywateli Iranu. Poinformowała, że od chwili wybuchu protestów aresztowanych zostało co najmniej 170 osób, a zatrzymanym grożą tortury i złe traktowanie[273].